# Borgo Pusterla
Il Borgo Pusterla o di San Marco è la parte del centro storico di Vicenza sviluppatasi - durante il medioevo e soprattutto durante l'età moderna - lungo l'antica strada che usciva a nord della città da Porta Pusterla, nell'area compresa tra il fiume Bacchiglione a sud, la cinta fortificata veneziana (gli attuali viale Bartolomeo D'Alviano e viale Fratelli Bandiera) a nord e il fiume Astichello a est.

## Storia

### Epoca romana
Fino alla fine del primo millennio, tutta la zona era paludosa e soggetta alle frequenti inondazioni del fiume a carattere torrentizio Astico che a quel tempo scorreva, grosso modo, nell'attuale alveo dell'Astichello. Prima di arrivare alla città dove trovava un dosso - formato dai detriti trasportati dalle proprie acque - che lo costringeva a deviare verso est, l'Astico si allargava, per una larghezza media di 700–800 m. e una lunghezza di alcuni chilometri, in una striscia acquitrinosa chiamata Lacus Pusterlae, anche se di essa mancano fonti alto medioevali che ne documentino l'esistenza.
Viste le condizioni del terreno, probabilmente la zona non era abitata, ma una strada - prolungamento del cardo maximus o in ogni caso di uno dei cardines della città romana - usciva da un varco o da una porta praticati nelle mura della città per dirigersi verso nord, costeggiando il lago e poi la riva destra dell'Astico verso Montecchio Precalcino, e risalire infine nella Valdastico.

### Medioevo
È probabile che il toponimo Pusterla origini dalla parola postierla o posterula - porta minore o secondaria, in questo caso rispetto alle principali Porta Feliciana e Porta San Pietro - ricevendo il nome dalla porta che si apriva nelle mura cinta muraria altomedievale, dando accesso al Borgo.
Per il Borgo e per la vastissima zona ad esso adiacente - la coltura che si estendeva fino al ponte del Marchese sul Bacchiglione - a partire dal secolo XVII venne usato anche il nome di San Marco, tratto da quello della chiesa parrocchiale - una delle sette antiche cappelle della città, che sorgeva vicino al ponte Pusterla.
L'assetto idrografico restò immutato fino a tutto l'XI secolo, quando probabilmente gli stessi vicentini, per ridurre il pericolo delle ricorrenti piene dell'Astico ne deviarono il corso a nord di Montecchio Precalcino e lo convogliarono verso il Tesina, lasciando che a Vicenza giungesse solo una parte delle acque, cioè l'Astichello che continuò a scorrere nel vecchio alveo.
Le acque di risorgiva che scaturivano nei pressi di Dueville, ingrossate con l'apporto dei torrenti Igna, Timonchio e Orolo permisero la formazione di un nuovo corso d'acqua, il Bacchiglione, che scendeva da nord verso la città; rispetto all'Astico era molto meno impetuoso e un po' meno soggetto a esondazioni. Alla fine del XII secolo i fiumi di Vicenza avevano ormai l'assetto e la denominazione attuali. Dopo questa deviazione, ciò che ne rimaneva - cioè il fiume Astichello - non aveva più una portata sufficiente ad alimentare il lago, che cominciò lentamente a prosciugarsi. Quando nel XIV secolo il lago venne citato da alcuni documenti, esso era ormai limitato ad una piccola area a nord della città che, ancor oggi, conserva il toponimo di Laghetto.
È probabilmente in questo momento che il Borgo Pusterla cominciò a configurarsi e ad accrescersi. Dapprima soggetto, dal punto di vista ecclesiastico, all'antica chiesetta di San Lorenzo in Porta Nova, si costituì in parrocchia quando fu costruita la prima chiesa di San Marco, appena al di fuori del ponte, ora resosi necessario per valicare il Bacchiglione. La chiesa di San Marco era situata in una zona malsana e frequentemente soggetta ad allagamenti; dovette pertanto essere restaurata più volte durante il corso dei secoli. Dipendeva dalla cattedrale e non aveva quindi fonte battesimale; funzionò come chiesa parrocchiale fino al 1810, quando - dopo la soppressione napoleonica degli ordini religiosi - fu permutata con quella dei Carmelitani Scalzi e, subito dopo, demolita.
È documentato che agli inizi del Duecento esisteva un ponte in legno a tre arcate, che fu rifatto in pietra di Montecchio nel 1231 e che negli Statuti del Comune di Vicenza del 1264 era chiamato Ponte Vetus ("ponte vecchio"), ossia il ponte Pusterla. In capo al ponte vi era una torre con ponte levatoio e saracinesca.
Intanto qualche centinaio di metri più avanti, all'inizio del secolo era stato costruito il monastero di San Bartolomeo, che fungeva da sede principale dei Canonici regolari di Sant'Agostino della Congregazione di San Marco di Mantova; monastero doppio, cioè sia per uomini che per donne, che vivevano però in ambienti distinti e avevano due distinti priori.
All'inizio del Trecento, invece, si ha notizia dell'esistenza - più o meno dove in seguito fu costruito il convento di San Francesco Nuovo - di un ospedale per gli infermi, gestito da una fraglia di Battuti, che sicuramente aveva accanto anche una propria chiesa.

### XV secolo

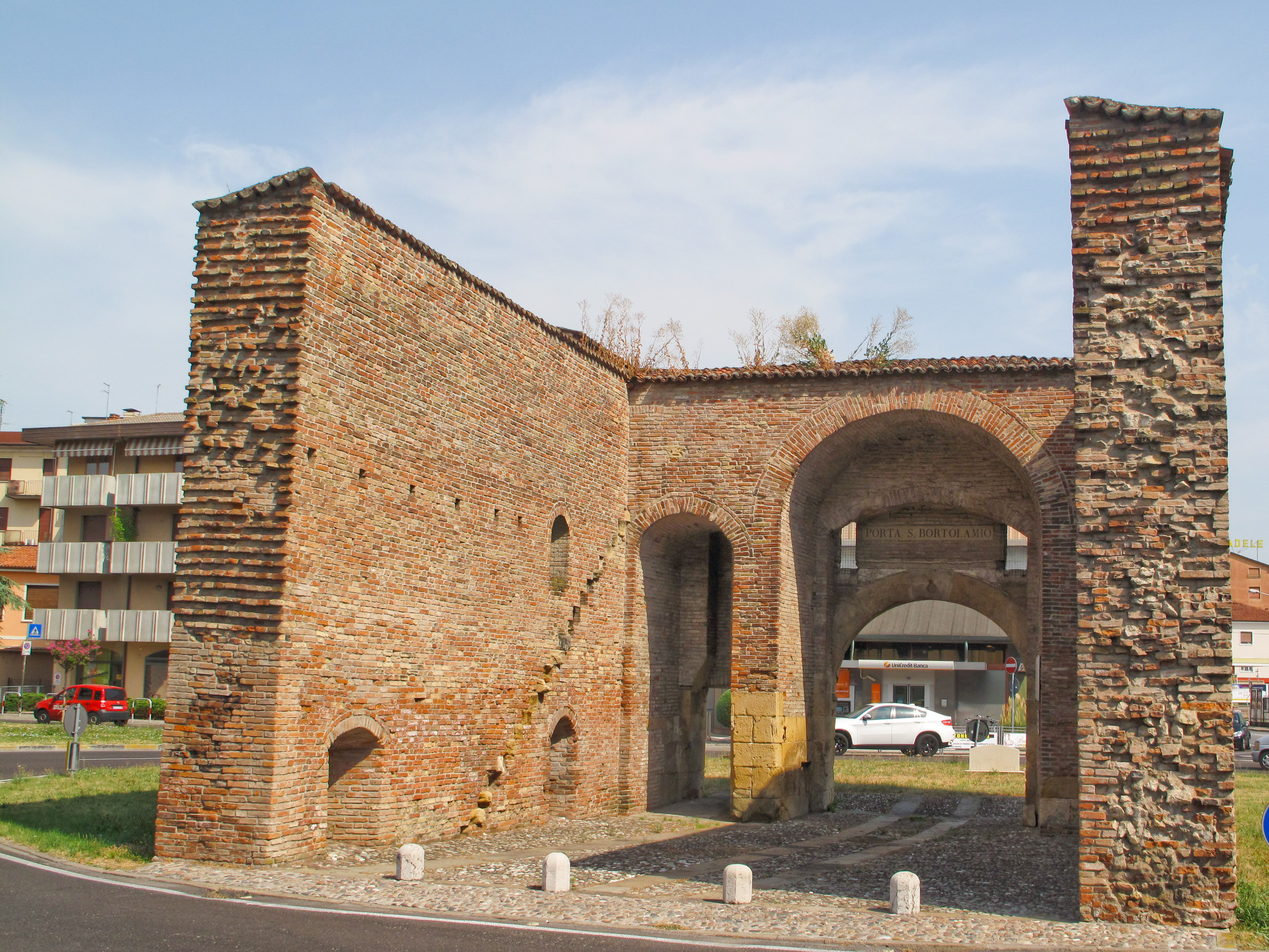
Porta San Bortolo, costruita dai veneziani nel 1435

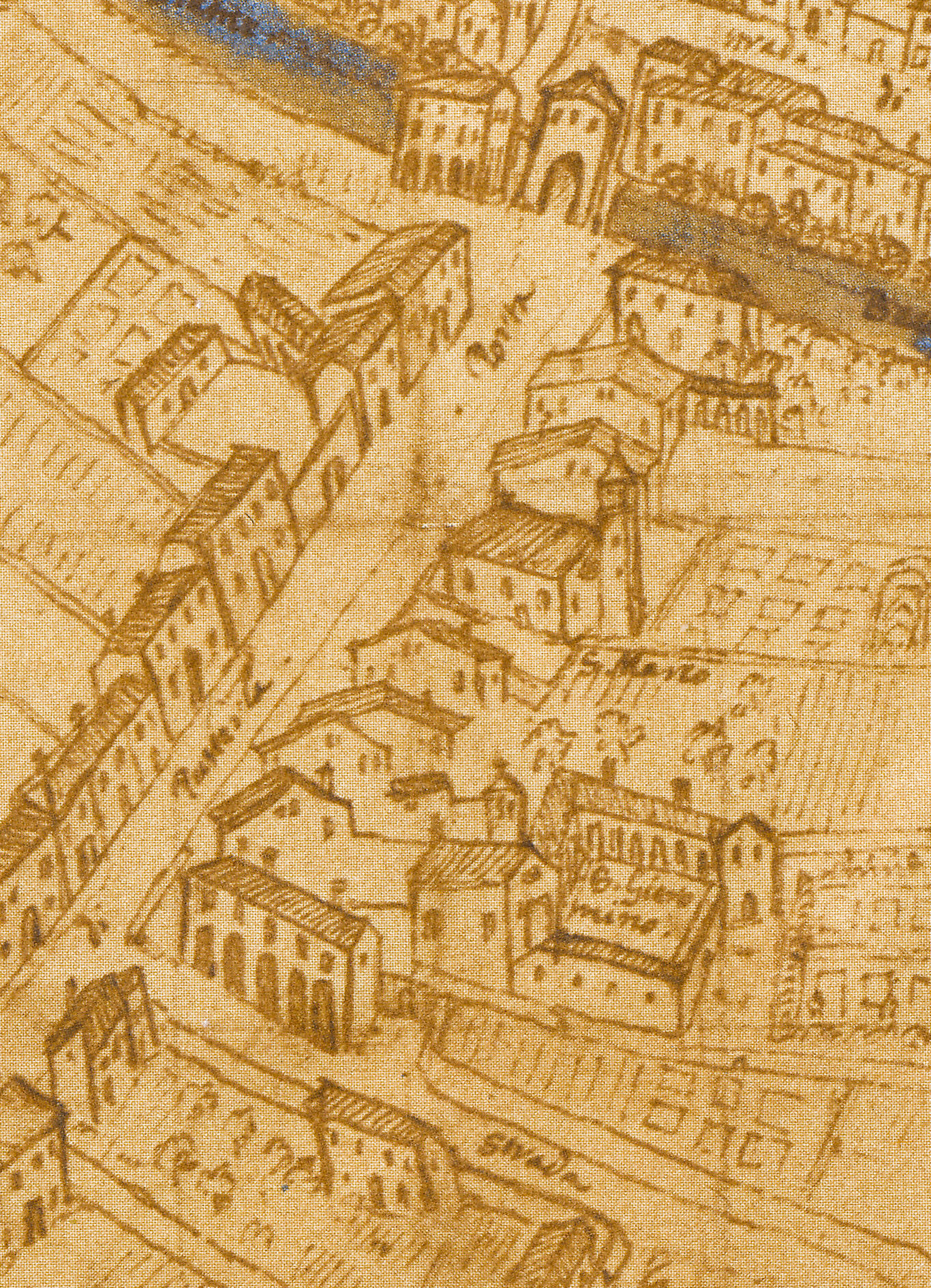
Nel particolare della Pianta Angelica (1580) si riconoscono la vecchia chiesa parrocchiale di San Marco (poi demolita) e la chiesa di San Girolamo dei Gesuati con il convento. In alto, all'inizio della contrada, la Porta Pusterla.

Nel 1404 il Borgo fu teatro della guerra tra i Carraresi di Padova e i Visconti. Francesco III di Carrara aveva posto il campo proprio nel borgo per assediare Vicenza e, verso la fine di aprile, sferrò un furioso attacco contro Porta Pusterla, senza però riuscire a conquistarla ed entrare in città. Intanto però i vicentini avevano concluso la dedizione a Venezia e il condottiero padovano fu costretto a levare l'assedio e a ritirarsi, per non doversi scontrare con la Serenissima.
Nel 1419, per ordine del papa Martino V che intendeva abolire i monasteri doppi, San Bartolomeo divenne soltanto maschile: in esso confluirono i canonici regolari che provenivano dal monastero di San Tommaso, mentre le monache si trasferirono là. Questa concentrazione non favorì però San Bartolomeo che, ridotto ai minimi termini con la presenza di soli tre monaci, nel 1435 fu dato in commenda dapprima a Ermolao Barbaro vescovo di Verona, poi ai canonici regolari di Santa Maria di Frigionaia presso Lucca, che si presero cura di restaurarlo sia spiritualmente che materialmente. La chiesa fu rimaneggiata e ricostruita quasi completamente, con l'edificazione di cappelle e di altari, voluti e finanziati da famiglie nobili della città; dieci anni dopo il monastero accoglieva una quindicina di religiosi.
Sotto Venezia il borgo si popolò sempre di più e la Repubblica progettò di fortificarlo. Dapprima provvide a restaurare la Porta di Pusterla, che era stata distrutta durante la guerra con i Carraresi, poi fece scavare la fossa che dalla Porta di Santa Lucia arrivava fino al convento di San Bartolomeo; a fianco di quest'ultimo nel 1435 fu costruita una grande porta, l'ancora esistente - seppure scapitozzata, priva della torre e del ponte levatoio e con una corte d'arme sviluppata su solo tre lati - Porta di San Bortolo, restaurata negli anni novanta del secolo scorso.
Un ulteriore progetto prevedeva di collegare questa porta con quella di Santa Croce mediante delle mura, ma non fu mai attuato. Lungo questo tragitto fu prolungata invece la fossa precedente, munendola anche all'interno di un terrapieno e di cinque piccoli torrioni a pianta circolare - di una forma cioè più adatta al tempo in cui si usavano già l'artiglieria e le armi da fuoco - voluti da Bartolomeo d'Alviano. In ogni caso questa parziale fortificazione segnò per sempre il limite del Borgo.
Intanto, verso il 1430, erano giunti a Vicenza i Gesuati, dal 1499 frati della congregazione di San Girolamo che, dapprima ospiti presso il castello dei nobili Valmarana e poi presso l'ospedale di Santa Maria della Misericordia, in seguito a successive permute di beni lasciati loro da pii testatori costruirono in qualche decennio rispettivamente la chiesa, che fu consacrata nel 1491, e il loro convento. I Gesuati vivevano assai poveramente, fornendo una stabile testimonianza di vita cristiana che durò fino al Concilio di Trento.
Oltre all'ospedale di Santa Maria della Misericordia, nel Quattrocento esisteva nel Borgo - nel luogo in cui sarebbero stati poi costruiti la chiesa e il monastero di San Francesco delle Clarisse - un piccolo ospedale con chiesa intitolato a Santa Maria in Pusterla. Esso fu oggetto di una lunga contesa fra la Confraternita di Santa Maria, San Bartolomeo e San Marco - che lo gestiva - e le monache benedettine di Santa Caterina in Borgo Berga; alla fine furono riconosciuti i diritti della Confraternita, che nel 1503 vendette l'ospedale alle Clarisse, le quali vi fondarono il monastero di San Francesco Nuovo.

### Età moderna: secoli XVI-XVIII

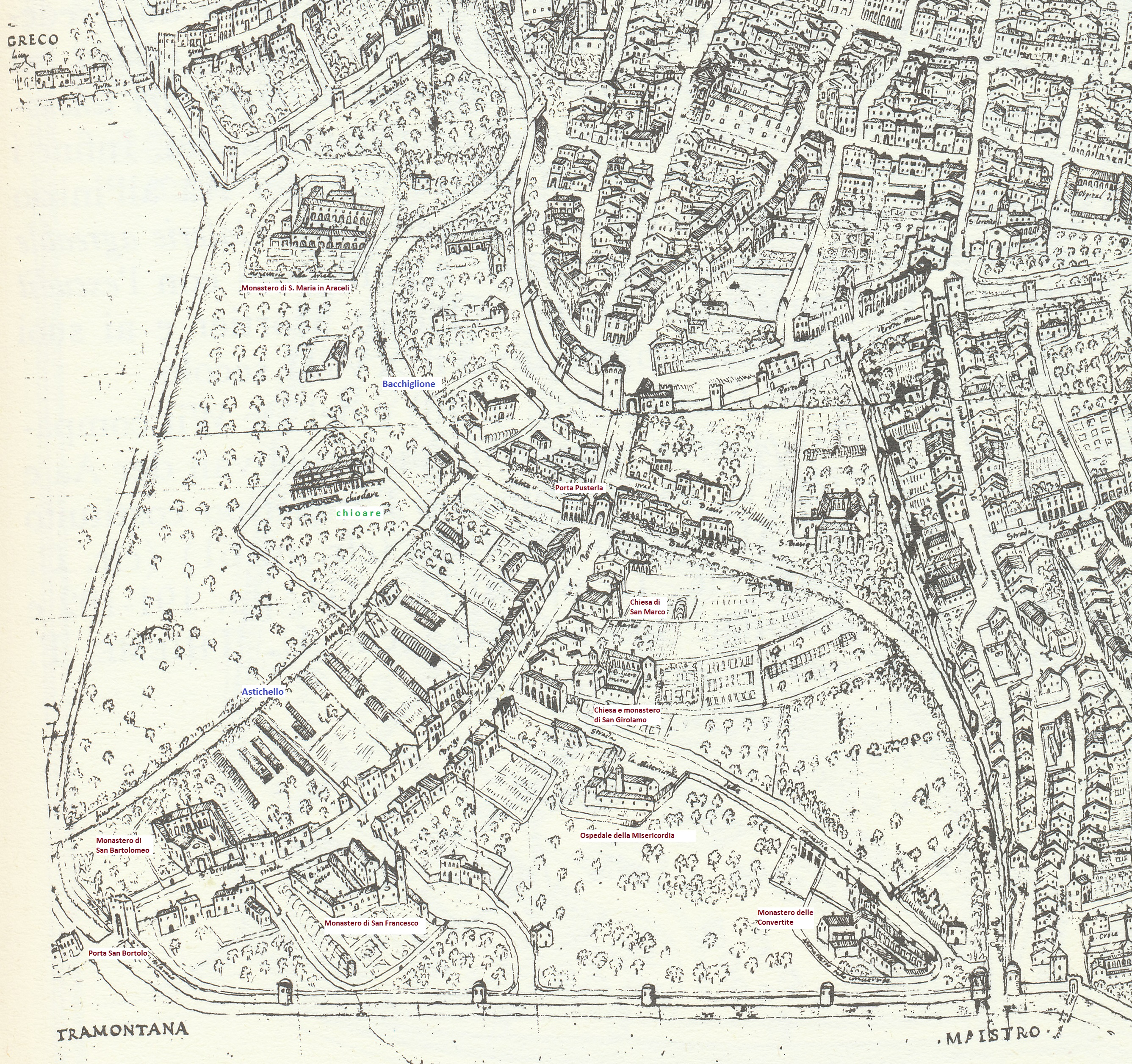
La Pianta Angelica disegnata nel 1580 - particolare con diciture aggiunte (apprezzabili con ingrandimento)

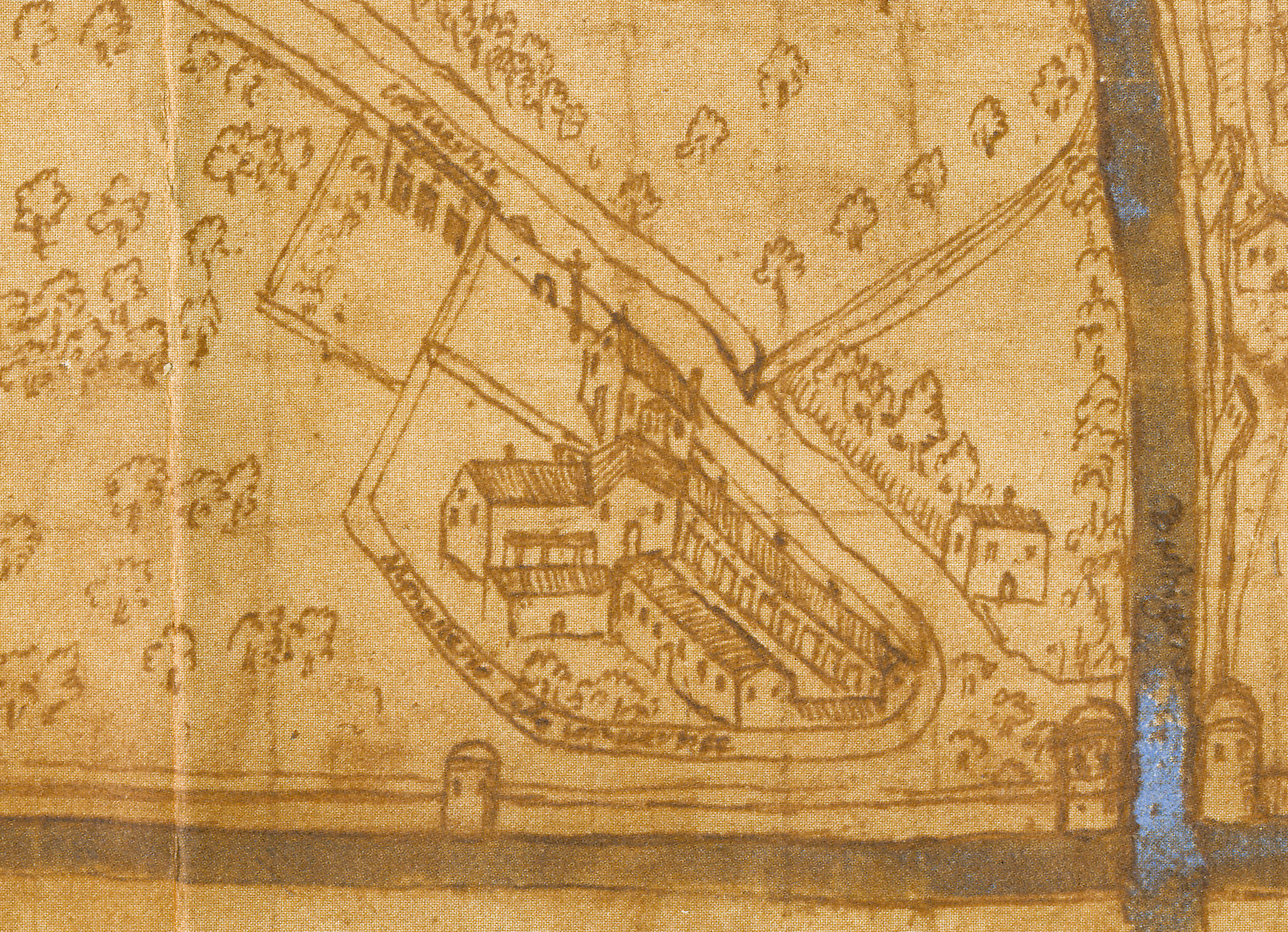
Pianta Angelica, 1580: il monastero delle Convertite

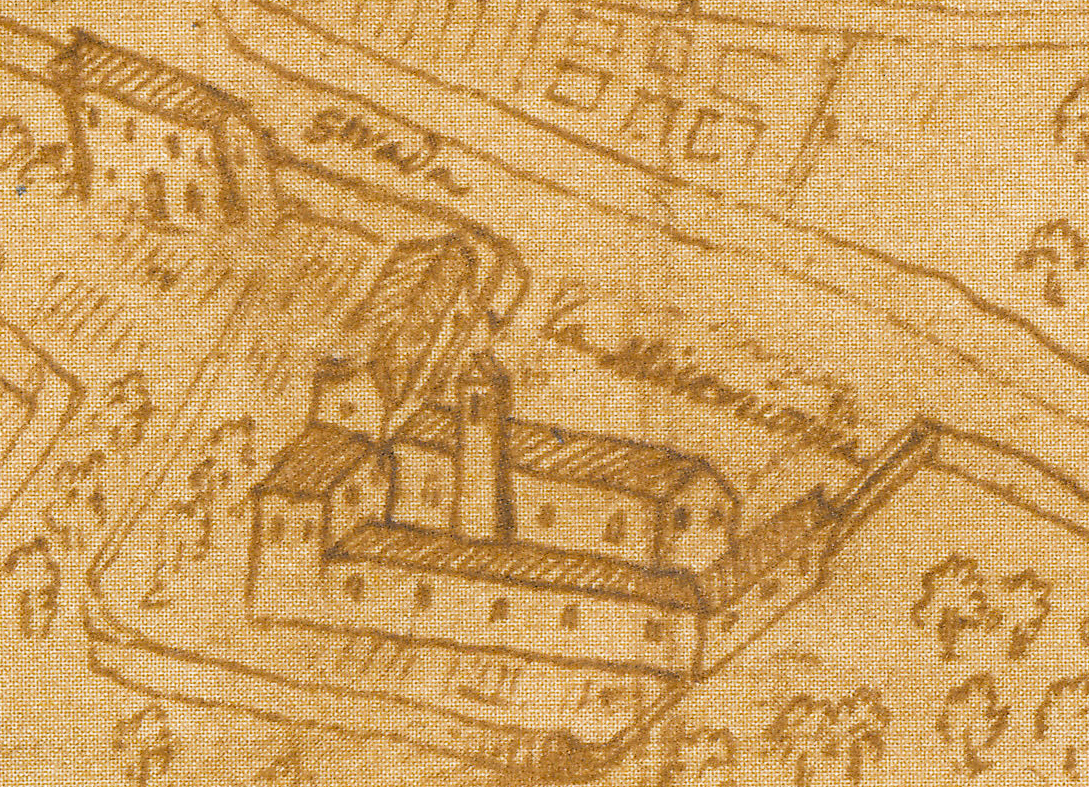
Pianta Angelica 1580: l'Ospedale della Misericordia

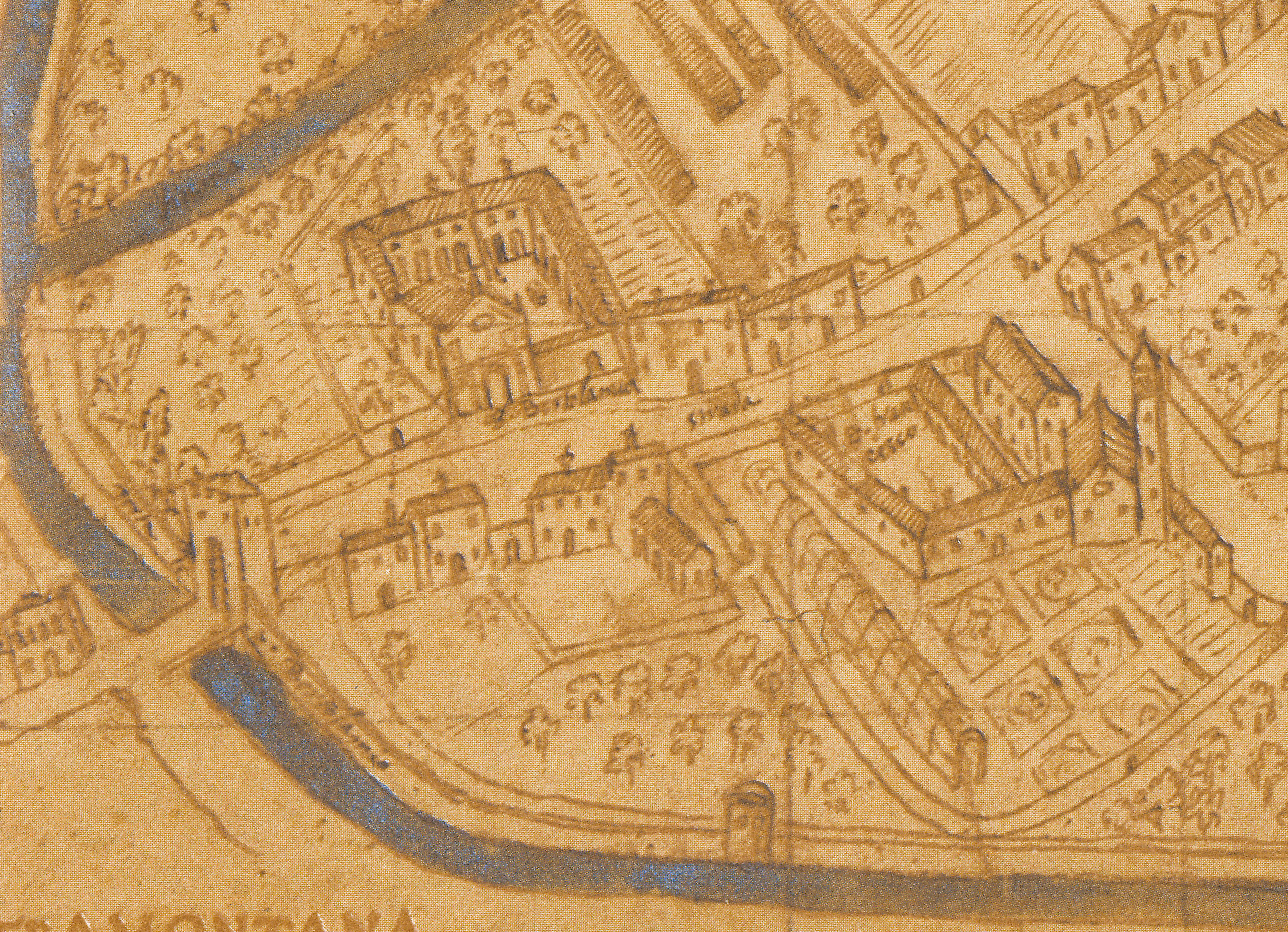
Pianta Angelica, 1580: i monasteri di San Bartolomeo e di San Francesco

#### Monasteri
Un secolo più tardi il Borgo era ancora zona di monasteri.
Intorno al 1500, sul luogo di un'altra più antica intitolata a San Francesco d'Assisi, a spese del nobile vicentino Carlo Volpe fu costruita una nuova chiesa e, contemporaneamente, accanto ad essa venne costruito un monastero intitolato allo stesso santo, nel quale confluì una parte delle Clarisse che provenivano da Borgo Berga, dove il monastero di San Bernardino era divenuto insufficiente. L'iniziativa della costruzione venne presa da cinque nobili vicentini, che nel 1497 avevano acquistato, per il prezzo di 600 ducati, unum sedimen magnum nel Borgo di Pusterla, con case, corte, orto, pozzo e forno, circondato in parte da mura e in parte da siepe.
Secondo la bolla di concessione del papa Alessandro VI, il monastero doveva sorgere in loco decenti ed onesto cum ecclesia, campanili umili, campana, dormitorio, refectorio, cemeterio, ortis, ortaliciis et aliis necessariis officinis. Ma la spesa per la costruzione non si dimostrò un problema e il monastero fu presto realizzato, così che nel 1503 vi entrarono sei monache, tutte di famiglie nobili della città; questo primo nucleo presto crebbe e in alcuni momenti il numero delle religiose arrivò fino a 70, oltre a quello delle coriste e delle converse.
Quanto a San Bartolomeo, da vari documenti appare che, nella seconda metà del XVI secolo, il monastero si trovava in condizioni piuttosto buone, con una scuola interna e una biblioteca di una certa importanza, un patrimonio cospicuo che poteva vantare la rendita più alta tra gli altri monasteri vicentini dopo quello di San Felice e gli edifici in ottime condizioni. Esso poteva anche contare sul legame diretto con la Santa Sede e i relativi appoggi.
Durante il Seicento, però, esso decadde notevolmente e il governo veneto, con il decreto del 16 maggio 1771, lo soppresse e ne incamerò i beni nel demanio pubblico; il Consiglio comunale di Vicenza fece allora richiesta per ottenere il complesso conventuale e adibirlo a ospedale degli infermi. Così fu, e negli anni successivi confluirono al San Bortolo altri ospedali della città: nel 1771 l'ospedale di Sant'Antonio abate e nel 1776 quello dei Santi Pietro e Paolo di contrà San Pietro.
La chiesa di San Girolamo, officiata dai Gesuati, fu per secoli sotto il patronato della famiglia Arnaldi, che con sostanziose donazioni fece costruire la cappella centrale e alcuni altari laterali. Ma l'ordine dei Gesuati fu sciolto dal papa Clemente IX nel 1668 per recuperarne i beni, venderli ad altri religiosi e destinarne il ricavato alle spese di guerra contro i turchi. Al loro posto si insediarono i Carmelitani Riformati o Scalzi che, nella prima metà del Settecento, iniziarono la costruzione dell'attuale chiesa di San Marco, con la facciata rivolta verso la via principale; alla nuova chiesa, mantenuta l'intitolazione a San Girolamo, fu aggiunta quella di Santa Teresa d'Avila, la santa di riferimento per i Carmelitani.

#### Ospizi
Con i proventi della vendita dell'ospedale di Santa Maria in Pusterla, la Confraternita di Santa Maria, San Bartolomeo e San Marco - che nel frattempo si era fusa con la Compagnia segreta di San Girolamo, detta anche Oratorio del Divino Amore, fondata dal beato Bernardino da Feltre - acquistò "una casa e orti adiacenti", di fronte alla chiesa dei Gesuati e nel 1521 iniziò la costruzione di un nuovo e grande ospedale, destinato principalmente agli ammalati di mal francese.
L'ospedale della Misericordia diventò nel 1531 principalmente un asilo per orfani - il primo orfanotrofio vicentino - e un ospizio per trovatelli, che si rivelò indispensabile negli anni delle grandi carestie. Pochi anni dopo, nel 1563, gli infermi vennero trasferiti nell'ospedale di Sant'Antonio e i trovatelli nell'ospizio di San Marcello; la Misericordia - la cui direzione venne affidata ai padri Somaschi, istituiti da Gerolamo Miani ed entrati in Vicenza nel 1558, ma sotto il patronato del Comune di Vicenza, che esercitava una notevole ingerenza nella gestione - restò riservata esclusivamente agli orfani, funzione che esercitò per secoli: nella seconda metà del Novecento era ancora sede dell'orfanotrofio femminile cittadino, detto del Soccorsetto. L'attuale chiesa - che fu anche nei secoli successive una delle più dotate e meglio curate - e l'intero complesso della Misericordia sono dovuti a ristrutturazioni di fine del secolo XVI e al secolo XVIII.
Vicino alla Misericordia, verso il Ponte Novo, intorno al 1530 furono costruiti la chiesa e il monastero di Santa Maria Maddalena o delle Convertite, su iniziativa della nobile Maddalena Valmarana, vedova Thiene, con lo scopo di dare accoglienza a giovani traviate che intendevano cambiare vita. Un secolo dopo però la chiesa era decisamente cadente e la sagrestia era addirittura crollata.

#### Attività economiche e palazzi signorili

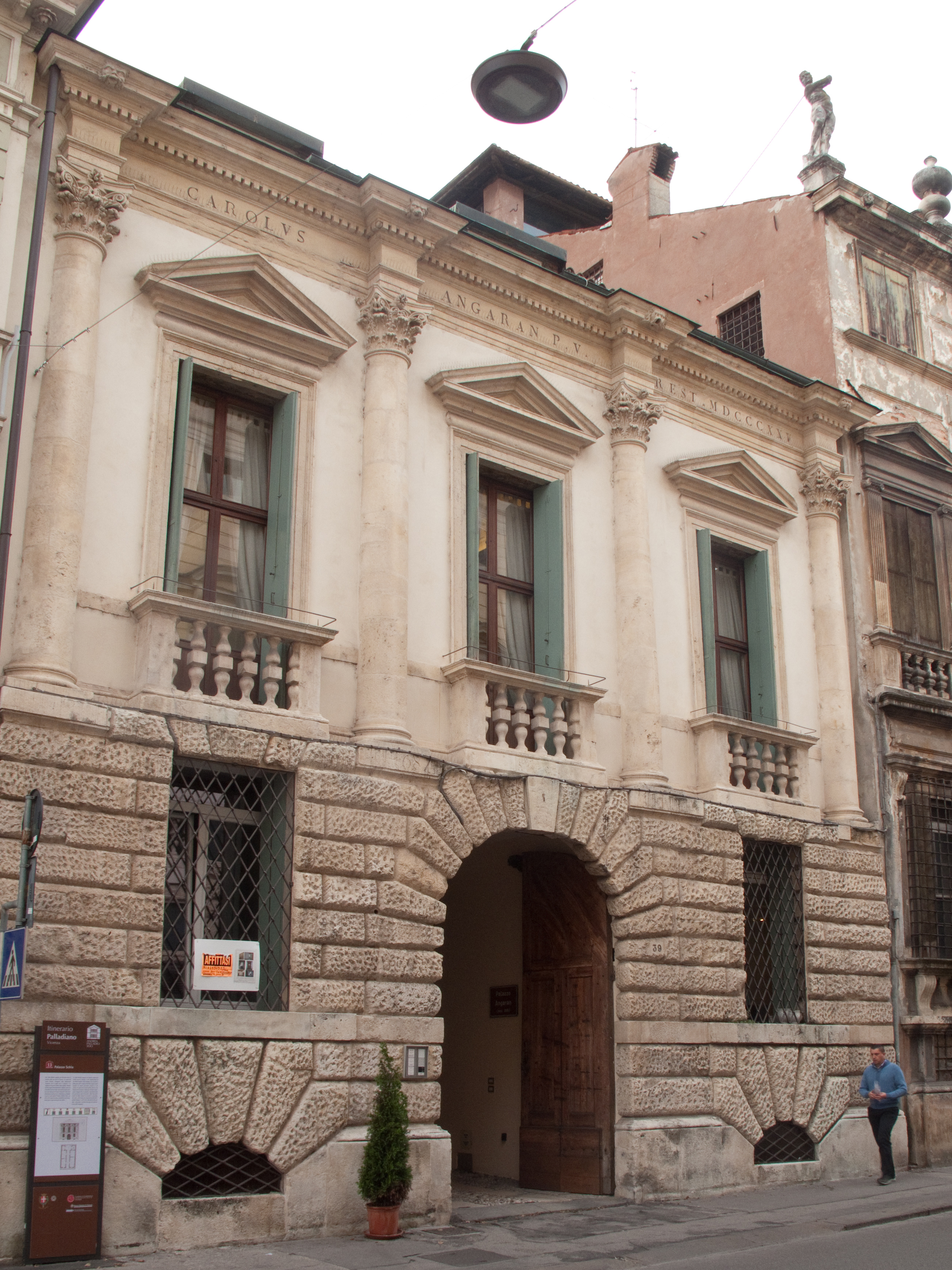
Palazzo Schio

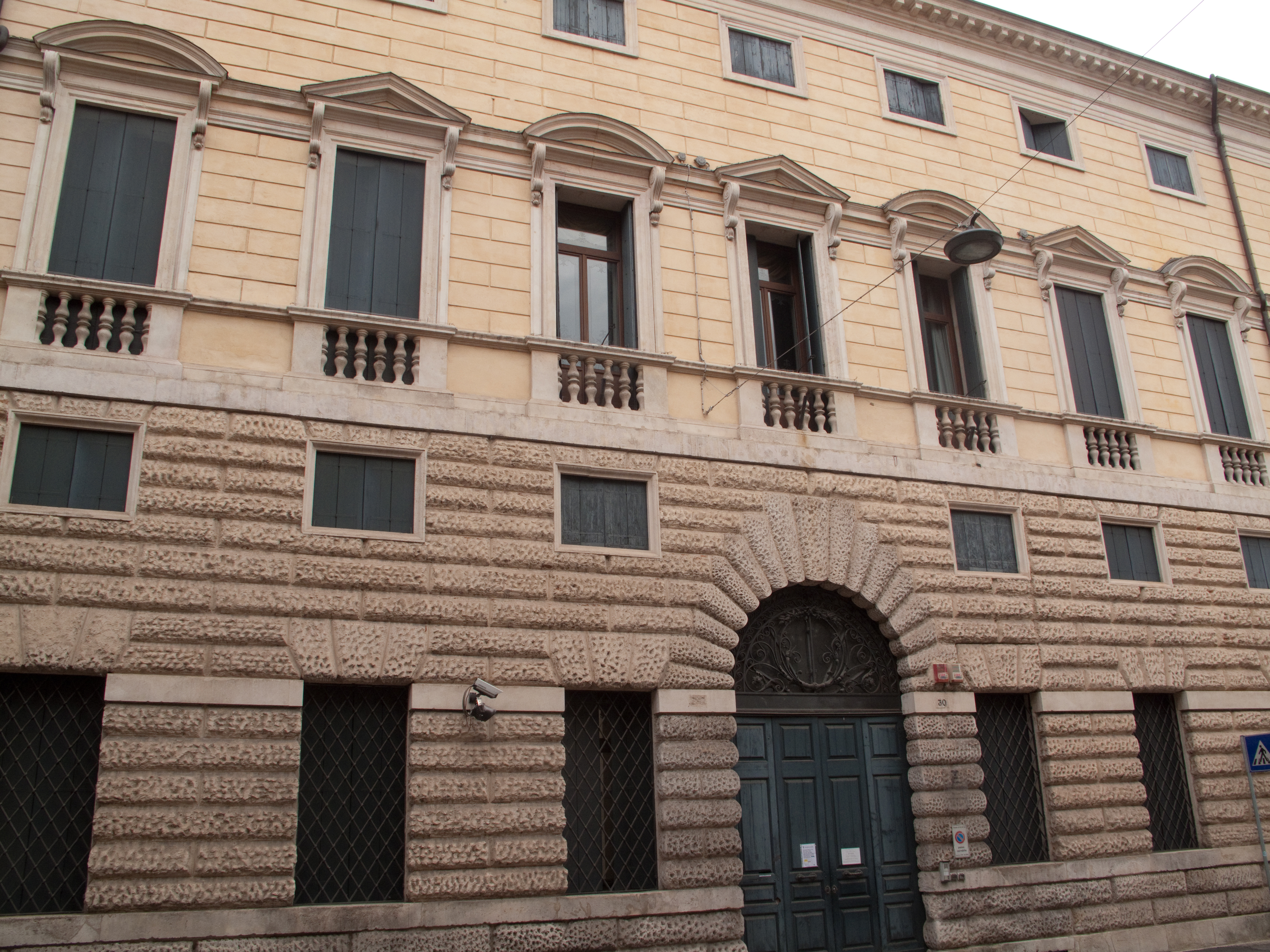
Palazzo Franceschini Folco

L'area tra la strada principale e l'Astichello si riempì di attività proto-industriali, che sfruttavano l'energia prodotta dall'acqua del fiume - che sfociava nel Bacchiglione con un salto di quasi quattro metri - per azionare le pale dei mulini e delle altre macchine necessarie alle lavorazioni.
Lungo il fiume si insediarono anche manifatture per la produzione dei panni di lana, che avevano bisogno di grandi quantità di acqua per la lavorazione e il lavaggio delle stoffe. L'Estimo del 1563-1564 registrava all'interno del Borgo case con tintoria e filatoio, fatto documentato nei disegni della Pianta Angelica del 1580 e in quella del Monticolo del 1611, che mostrano i telai con le chioare, cioè quei piccoli ferri uncinati, infissi nei telai delle fabbriche di lana, che servivano ad appuntare e distendere il tessuto uscito dalle gualchiere.
Alla lavorazione della lana, dopo la crisi economica del Seicento provocata anche dalla Dominante, subentrò nello stesso luogo quella della seta che ricevette il massimo impulso dalla famiglia Franceschini, il cui stabilimento, allora tra i primi d'Italia per quantità di produzione e importanza di impianti, era frequentemente visitato da italiani e stranieri. Ma vi furono certamente anche altre attività: nel toponimo Corte della sega, in uso fino al Novecento, si ricorda l'esistenza di una segheria.
Sulla via, ormai al sicuro dentro una cinta fortificata, oltre alle modeste case degli artigiani e ai monasteri, si iniziarono a costruire anche palazzi nobiliari. Il conte Bernardo Da Schio ristrutturò, tra il 1560 e il 1566, il proprio palazzo su progetto di Andrea Palladio. Più avanti Livio Pagello, oratore e poeta vicentino vissuto nella seconda metà del Cinquecento, fece erigere il suo palazzo, che reca ancora l'impianto originario tardo-cinquecentesco di tipica matrice veneta.
A testimonianza del fatto che nel Cinquecento Borgo Pusterla stava diventando zona di insediamenti signorili, alcuni scritti riportano che, in contrà della Misericordia, il canonico Gerolamo Gualdo aveva un bel palazzo; ereditato dal padre che l'aveva fatto costruire, egli lo aveva ampliato e soprattutto vi aveva realizzato un favoloso giardino, in cui le logge erano state affrescate da Bartolomeo Montagna e da altri artisti del tempo, aveva al centro una fontana, alta 13 metri e, un po' dappertutto, statue e pezzi archeologici, alcuni del quali provenienti dall'antico teatro romano di Berga. Nel palazzo aveva sede l'Accademia dei Costanti, un consesso di aristocratici, dediti ad attività culturali, promosso dal Gualdo. Nel XVIII secolo il patrimonio artistico fu disperso tra i vari eredi del Gualdo e, in seguito, il palazzo demolito.
Nel Seicento, l'architetto Antonio Pizzocaro progettò il palazzo che gli venne commissionato dalla famiglia Giustiniani, da poco giunta a Vicenza, in contrà San Francesco, palazzo che fu ultimato nel 1656. Tra il 1676 e il 1680 l'architetto vicentino Carlo Borella creò il mirabile palazzo Barbieri.
Nella seconda metà del Settecento, i fratelli Girolamo e Giovanni Franceschini, setaioli, commissionarono all'architetto Ottavio Bertotti Scamozzi un palazzo destinato ad abitazione e ad uffici, annesso alla filanda che dava sull'Astichello. In seguito al rapido decadimento economico dell'azienda, provocato dalle guerre napoleoniche, Giovanni Franceschini fu costretto a cedere tutto a Francesco Folco di Schio - sposato con la veneziana Matilde Priuli-Zambelli, per cui il palazzo è divenuto noto come Franceschini Folco Zambelli - che ultimò il palazzo nel 1806, arricchendolo di affreschi e decorazioni.

### Età contemporanea

#### La riorganizzazione ecclesiastica
Con la legge napoleonica del 25 aprile 1810 furono soppressi tutti i conventi cittadini e quindi anche il convento e la chiesa dei Carmelitani Riformati o Scalzi, i cui edifici passarono alla Regia Finanza. Nello stesso anno i parrocchiani chiesero e ottennero di permutare la vecchia e fatiscente chiesa di San Marco presso ponte Pusterla con quella degli Scalzi, che intanto era stata adibita a magazzino dei tabacchi e che divenne la nuova sede parrocchiale con il titolo di San Marco in San Girolamo. Alla parrocchia così riorganizzata furono soggette le chiese di San Bartolomeo, di Santa Maria della Misericordia, di San Francesco Nuovo già delle Clarisse e di Santa Maria Maddalena delle Convertite. Fuori del Borgo, nella coltura di Pusterla, furono aggregate a San Marco le chiese di San Giovanni Battista a Laghetto, di Sant'Antonino (costruita nel primo Settecento su terreno della famiglia Pagello che aveva la sua residenza a San Francesco) e di San Martino al ponte del Marchese, chiese che - a parte Sant'Antonio - nell'organizzazione ecclesiastica precedente erano soggette alla chiesa di Santa Maria Etiopissa.
La vecchia chiesa di San Marco venne demolita nel 1814 e l'area su cui sorgeva venduta dalla Cassa di ammortamento alla famiglia Roi; la casa canonica che sorgeva a lato fu acquistata nel 1927 sempre dai marchesi Roi, che in cambio assegnarono per l'abitazione del parroco un'altra più vasta e comoda casa di loro proprietà, il palazzo Pagello in contra' San Francesco.
La stessa legge napoleonica dell'aprile 1810 fece chiudere anche il monastero di San Francesco, delle Clarisse osservanti. Ancora fiorente agli inizi del Settecento - a quel tempo contava oltre 70 monache - era abbastanza decaduto negli ultimi anni del secolo. Gli edifici divennero proprietà del demanio comunale e ridotti a caserma: ciò che restava venne nel 1928 incorporato nell'attuale edificio delle scuole elementari. La chiesa - che conteneva pregevoli quadri e affreschi di Marcello Fogolino e di Giovanni Speranza - fu spogliata e sconsacrata.
Gli ordini religiosi disciolti non ritornarono più nel borgo. Nel 1837 invece, sotto il regno Lombardo-Veneto e per volontà dell'imperatore Francesco I d'Austria che ne apprezzava l'opera, le Dame Inglesi presero possesso della parte conventuale che già era stata dei Carmelitani. Lì, superando nel corso del tempo continue avversità e anche opposizioni da parte delle autorità cittadine, gestiscono da allora attività educative.
Dalla metà dell'Ottocento, poi, le Suore maestre di Santa Dorotea furono presenti nell'Ospedale civile di San Bortolo, dedicandosi sia all'attività assistenziale che, dagli inizi del Novecento, alla gestione della scuola per infermiere.
Nel 1864, quando vi fu la visita pastorale del vescovo Giovanni Antonio Farina, la parrocchia di San Marco contava circa 1 500 abitanti con 450 famiglie.

#### Lo sviluppo urbanistico del Borgo

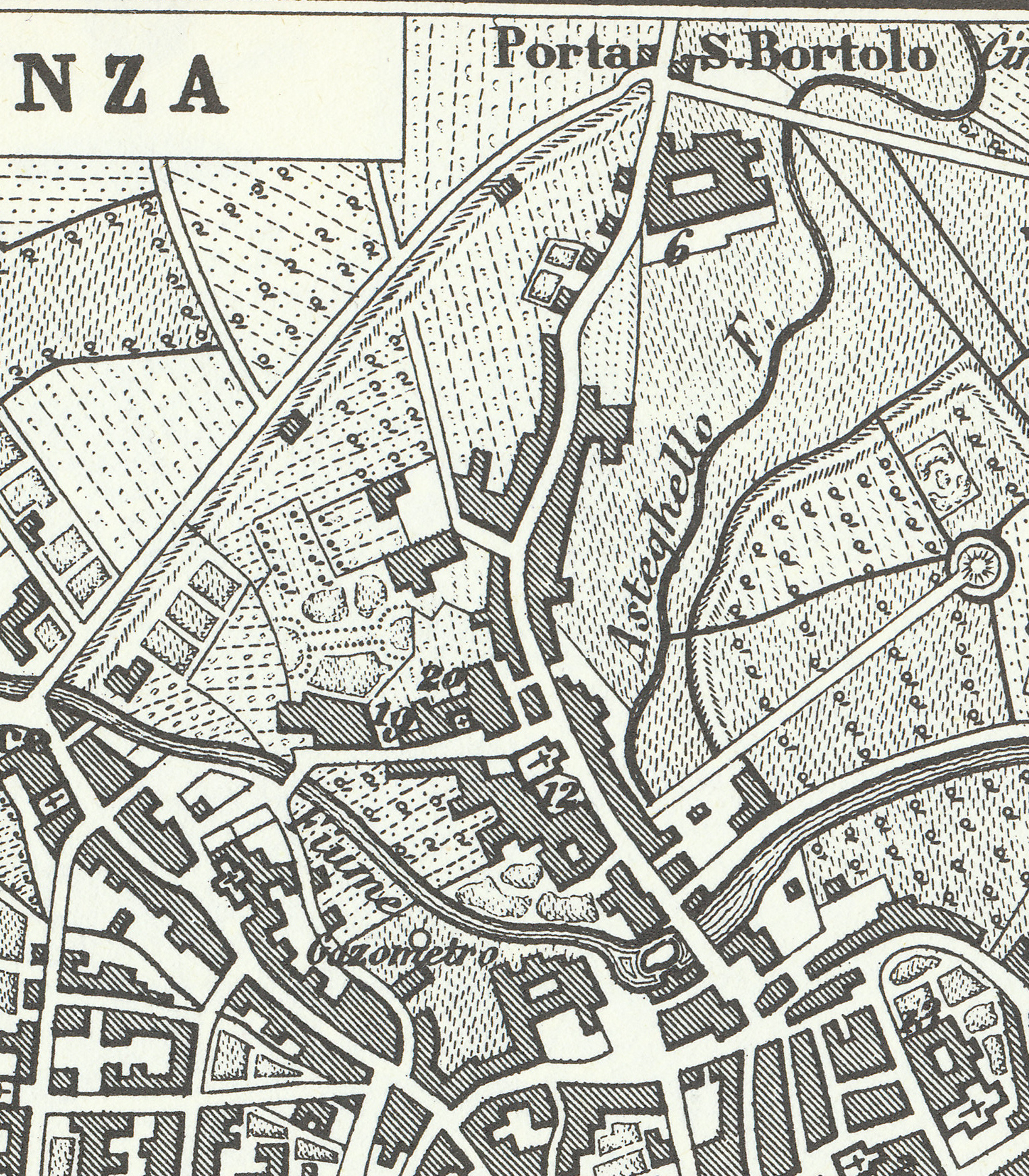
Nella Mappa di Vicenza dell'Atlante Vallardi del 1880 si può notare come, a quella data, tutta l'area a nord-ovest di contrà San Francesco e San Bortolo era quasi priva di costruzioni e coltivata.

Nel 1907 il Comune acquistò - nella parte nord-est del Borgo, il terreno per creare un nuovo quartiere di case popolari. Il progetto iniziale, a cominciare dall'acquisto delle aree ex Zorzi, avrebbe dovuto essere sostenuto, dal punto di vista sia imprenditoriale che finanziario, dall'impegno congiunto pubblico e privato, mentre alla fine fu realizzato dal solo Comune, che ne sostenne l'onere e affidò l'intervento all'Azienda speciale municipalizzata. L'intervento viene considerato il primo qualificato piano urbanistico ed edilizio della prima metà del Novecento a Vicenza.
Occupando tutta la vasta area che va da contrà San Bortolo a viale D'Alviano, fu creata una trama di strade a raggiera, che confluivano su una nuova piazza triangolare (l'attuale piazza Marconi); nel 1909 erano stati costruiti 42 nuovi alloggi e nel 1911 altri 8, mentre - mancando il sostegno dei finanziatori privati - non furono realizzati i servizi sociali previsti dal progetto, come l'ambulatorio medico, la casa dei bambini con doposcuola e il laboratorio femminile. Oltre alle strade interne, ricorrendo a modesti sventramenti degli edifici esistenti, furono create le due nuove vie di accesso alla strada principale del Borgo.
Una realizzazione particolare fu il cosiddetto casermone. Ideato dall'ingegnere Nicolò Secco, era costituito da quattro blocchi residenziali disposti intorno a un grande cortile rettangolare; rappresentava una soluzione innovativa - anche se tratta dai severi modelli della cultura asburgica - finalizzata a costruire case popolari all'interno della città, dove bisognava sfruttare al meglio i terreni, ormai divenuti molto costosi.
Nel 1911 il quartiere era completato e le nuove vie vennero intitolate a illustri scienziati italiani. Un tronco dell'antica strada di circonvallazione - ottenuta dal riempimento della fossa delle fortificazioni progettate nel Cinquecento da Bartolomeo d'Alviano, fu intitolato al condottiero e segnò il limite moderno del quartiere.
Durante il ventennio fascista, a nord di viale D'Alviano furono costruiti nuovi lotti di case popolari: dapprima, negli anni venti, le case rosse fuori porta San Bortolo (l'attuale quartiere San Bortolo); in un secondo tempo, a metà degli anni trenta e spostato più a ovest quello che fu chiamato Quartiere dei Savoia, dopo la guerra Quartiere dell'Unità d'Italia e infine, dopo la creazione della parrocchia, Quartiere San Paolo.
Nel luglio del 1940, in seguito a una deliberazione podestarile, contrà San Marco fu ridedicata al quadrumviro fascista Italo Balbo, con la motivazione che  "mentre la denominazione di San Marco non traeva le proprie origini da alcun particolare avvenimento di interesse storico nazionale, ma dal semplice fatto che ivi esisteva una delle sette cappelle cittadine, nella contrada aveva sede la Federazione dei fasci di combattimento, motore dell'attività politica vicentina" (si trattava del palazzo Folco Franceschini, durante il ventennio la Casa del Fascio più grande d'Italia). Nel dicembre 1945 la Giunta municipale del CLN soppresse questo toponimo ripristinando quello precedente.

## Luoghi significativi

### Chiese e monasteri

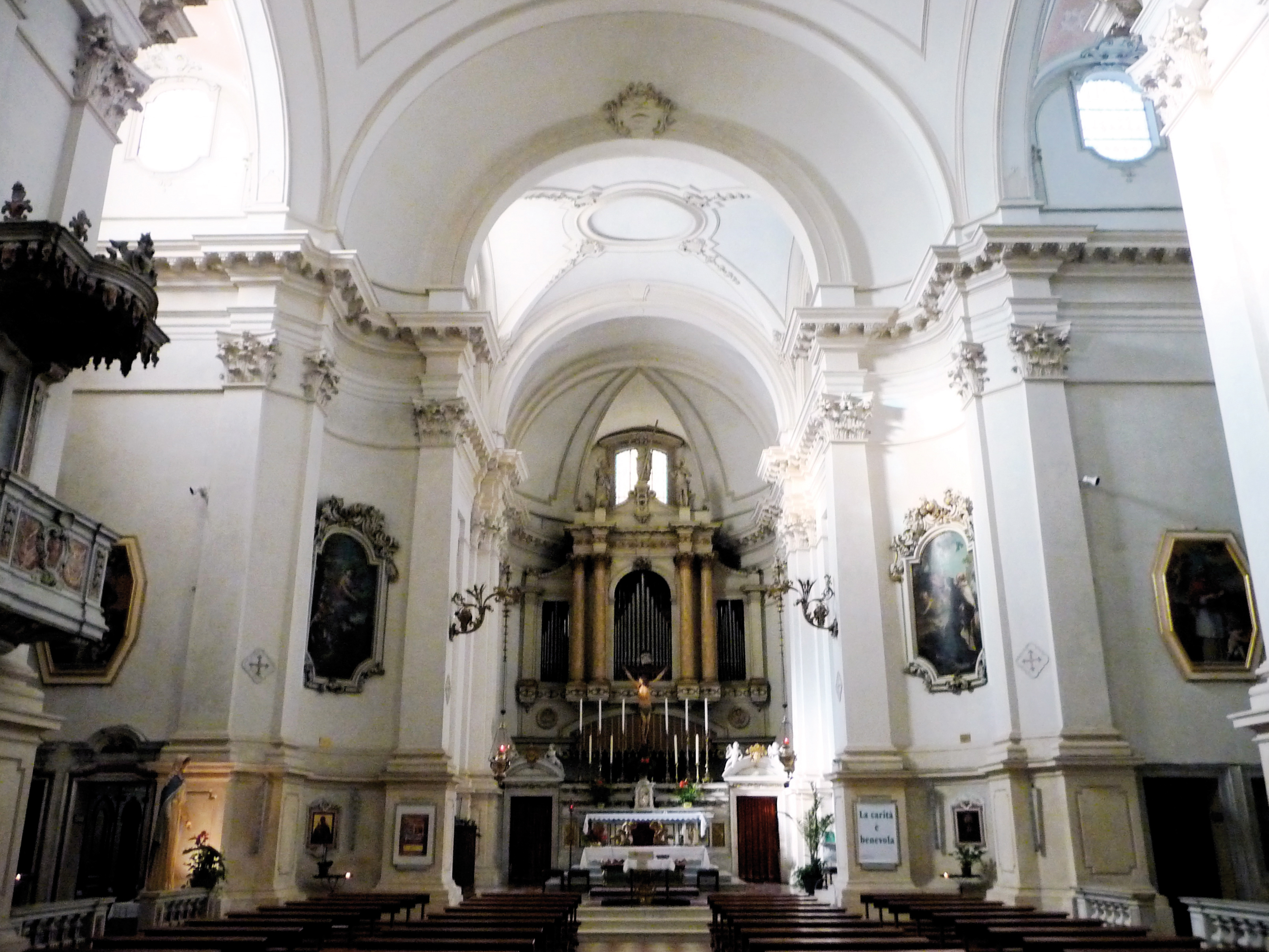
Navata della Chiesa di San Marco in San Girolamo (un tempo San Girolamo degli Scalzi)

Solo una parte degli storici edifici religiosi sono ancora utilizzati per questi scopi o aperti al culto.
Il più importante è sicuramente la Chiesa di San Marco in San Girolamo, attualmente la parrocchiale. Edificio barocco, conserva al suo interno varie opere di artisti veneti del primo Settecento e una sagrestia con il mobilio intarsiato originale.
La Chiesa della Misericordia dai primi anni duemila è stata parzialmente restaurata e concessa ai fedeli di rito serbo ortodosso (parrocchia di San Luca), che la utilizzano per le proprie funzioni. Presenta una facciata di semplici, ma belle forme classiche; è ad un'unica navata con cinque altari e contiene alcuni pregevoli lavori di scultura e di pittura, tra cui una buona tela di Alessandro Maganza. Il convento con il chiostro, quasi coevo, è stato trasformato in un vasto complesso residenziale condominiale, con entrata in contrà Paolo Sarpi.
Di San Bartolomeo restano soltanto l'abside della chiesa e l'antico chiostro, nei suoi rifacimenti del XV e del XIX secolo, entrambi all'interno dell'area dell'ospedale civile.
La chiesa e il convento di Santa Maria Maddalena o delle Convertite, posti vicino al ponte Novo, sono stati trasformati in edifici privati; la facciata della piccola chiesa di Santa Maddalena è ancora visibile da contra' della Misericordia. La piccola chiesa di San Francesco, costruita nell'area del convento di San Francesco Nuovo (che dopo la sua soppressione venne trasformato in scuola per ufficiali nell'Ottocento, quindi in scuola elementare), fu sconsacrata e trasformata in palestra, venendo utilizzata fino agli anni duemila dalla scuola primaria statale "Luigi da Porto".

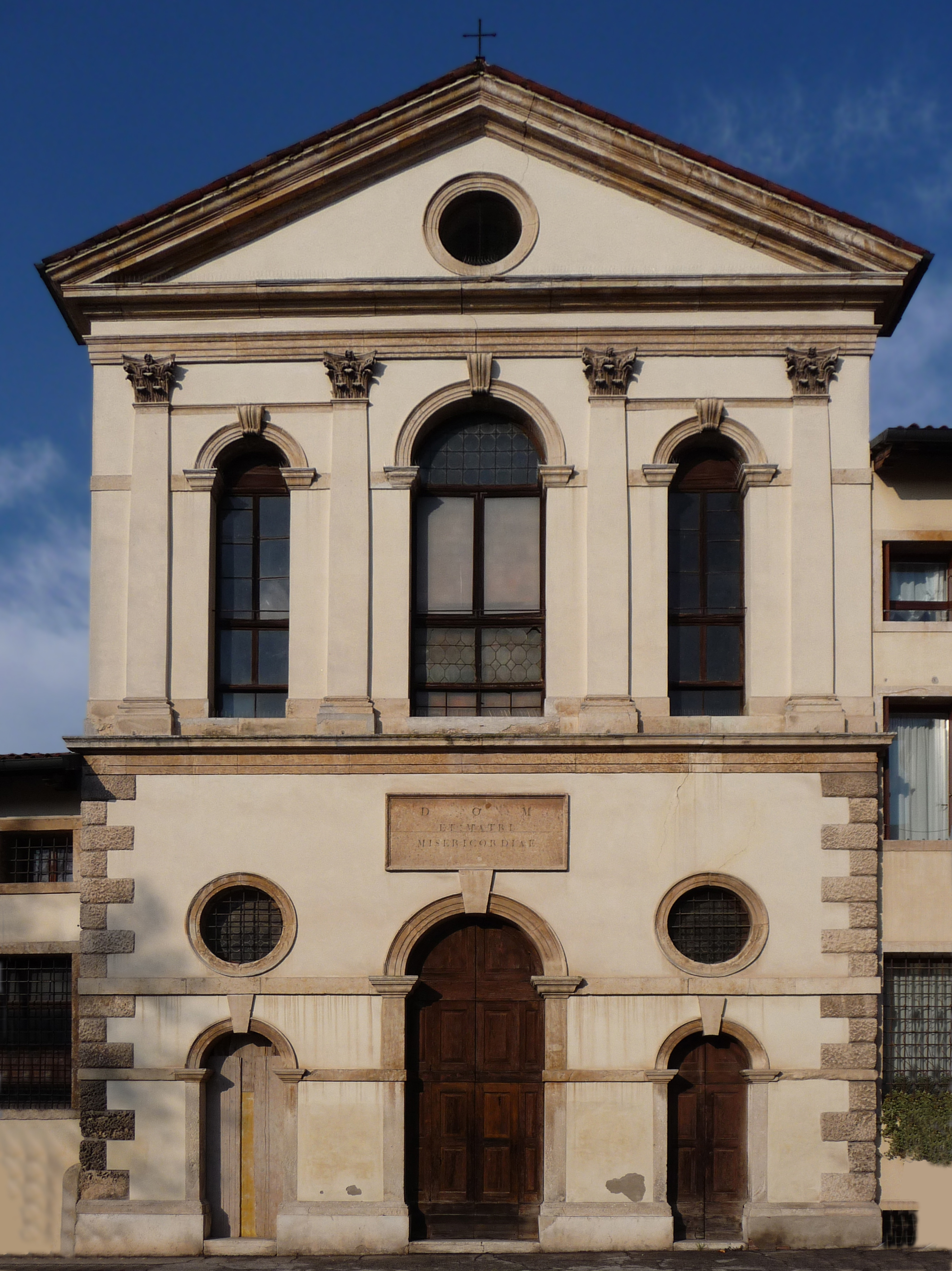
Facciata della Chiesa della Misericordia
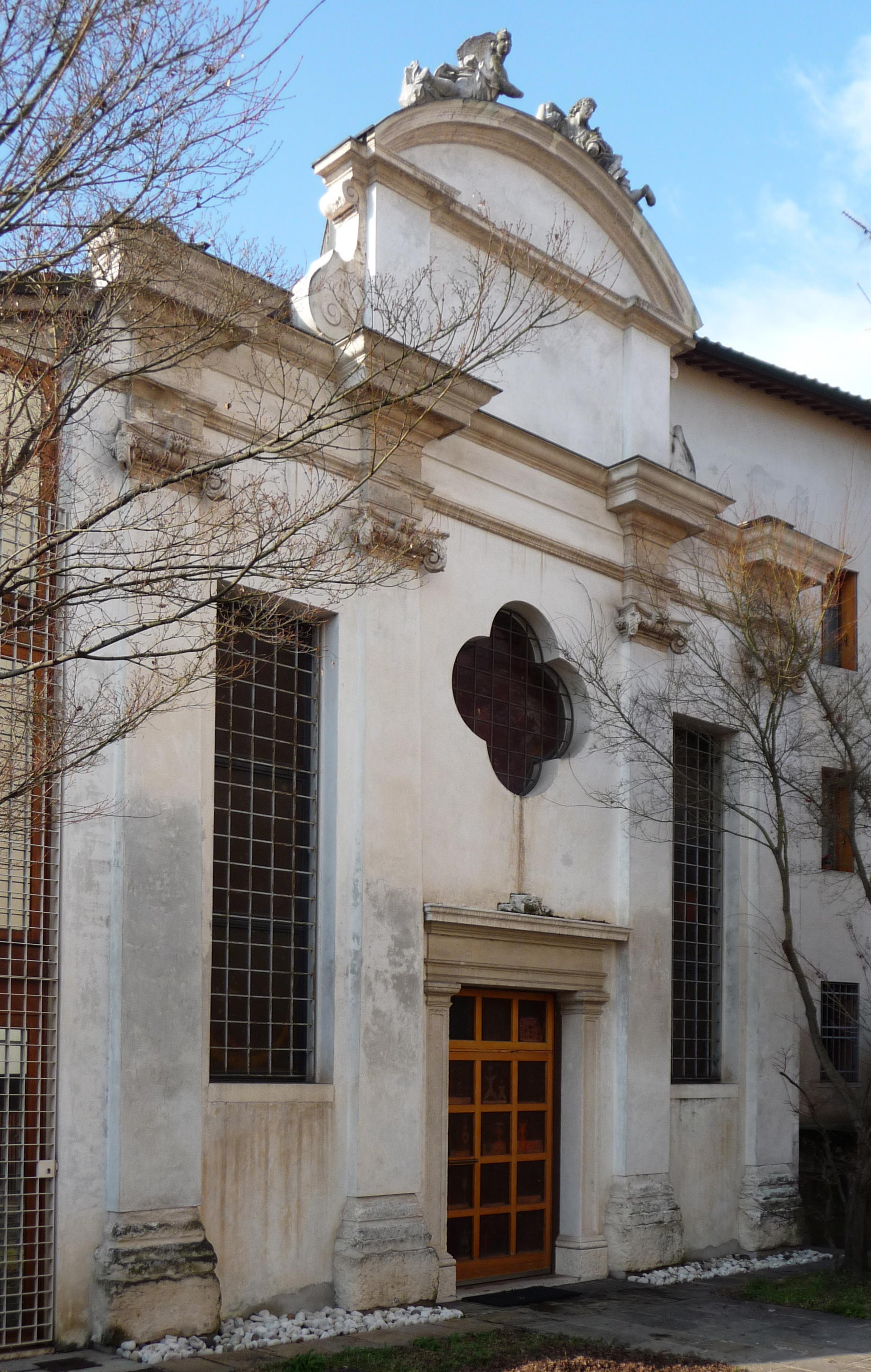
Facciata della ex chiesa di Santa Maria Maddalena o delle Convertite
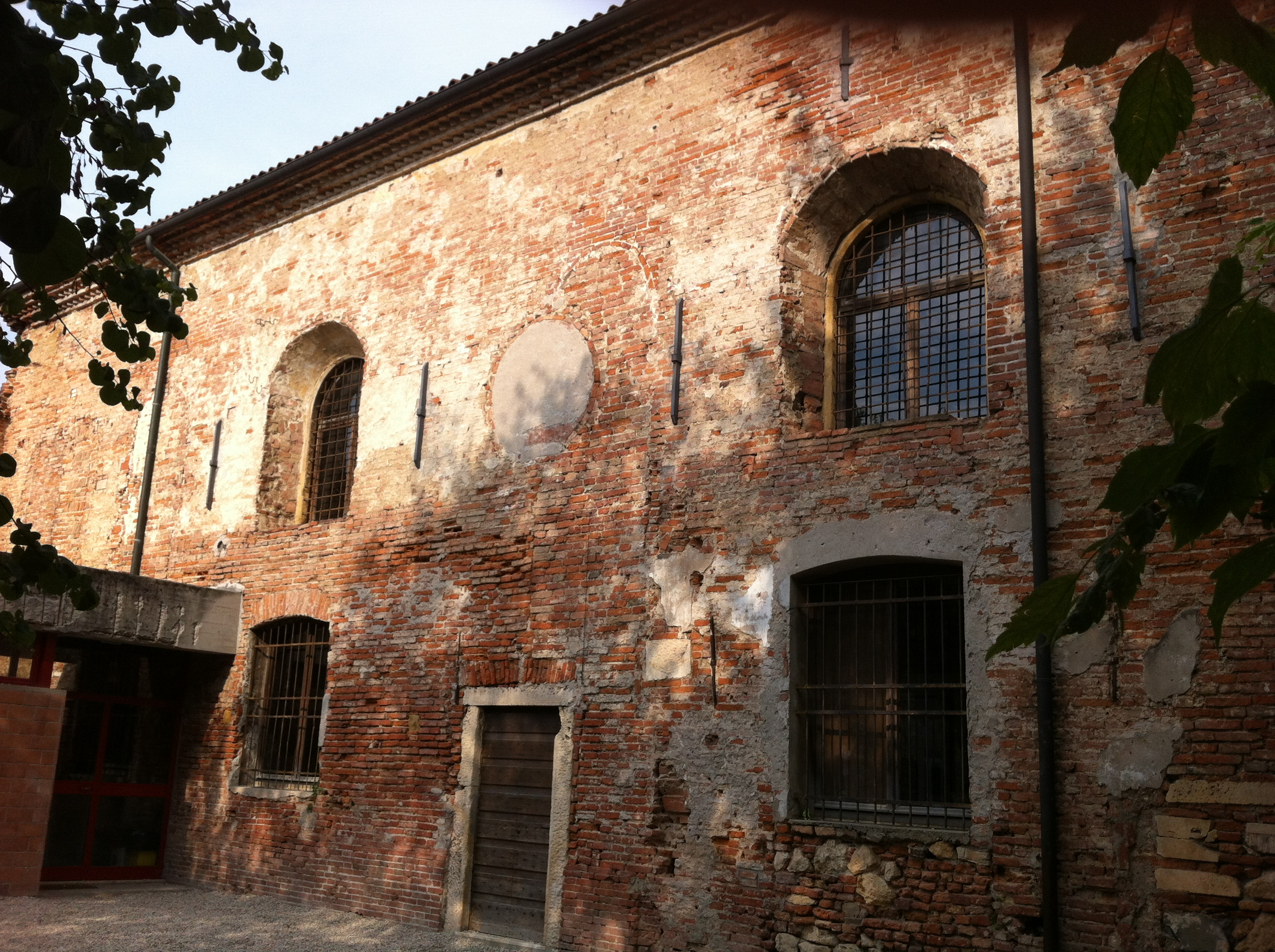
Resti della chiesa appartenente al convento di San Francesco Nuovo

### Ponti

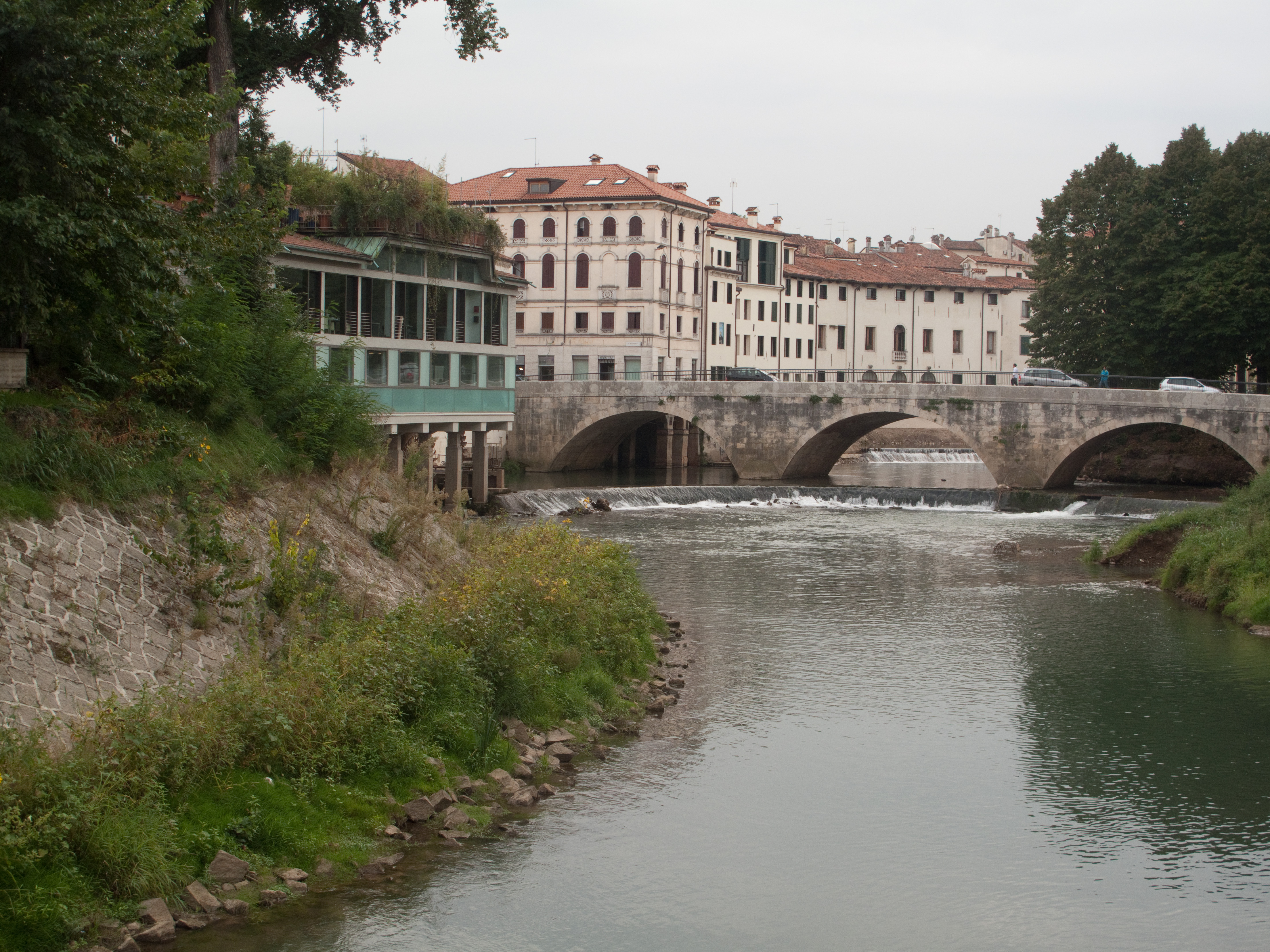
Ponte Pusterla sul fiume Bacchiglione

Il ponte Pusterla, in pietra dal 1231, restaurato nel 1444 e nel 1640, allargato nel 1928 per le aumentate esigenze del traffico, è stato consolidato nel 2011-12, dopo essere stato lesionato dall'alluvione del 1º novembre 2010.
Risale al Trecento la prima costruzione del Ponte Novo. Anch'esso anticamente in legno e rifatto in pietra negli anni 1645-48, in età della Serenissima era chiamato Ponte di Santa Maria Maddalena o Ponte delle Convertite, perché conduceva alla chiesa e al relativo convento. Ha una storia di continui crolli, anche dopo la sua costruzione in pietra, perché posto vicino ad un'ansa del Bacchiglione, che si fa particolarmente impetuoso durante le piene. Fu chiamato Ponte Novo dopo la ricostruzione del 1793. Dopo essere rimasto per molti anni pericolante, è stato realizzato in ferro a una sola arcata e completamente ricostruito agli inizi degli anni duemila.

### Palazzi

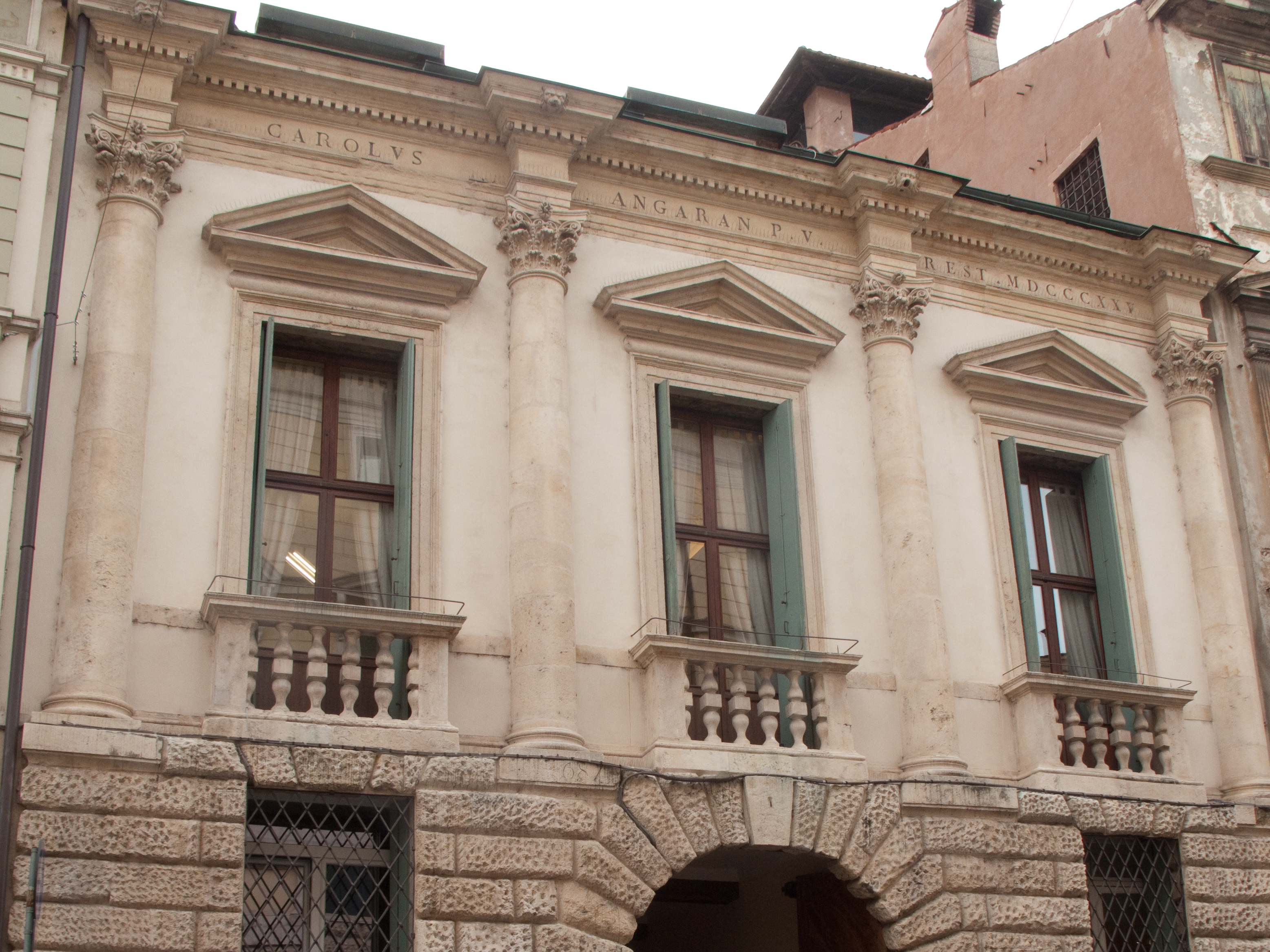
Palazzo Schio, piano nobile

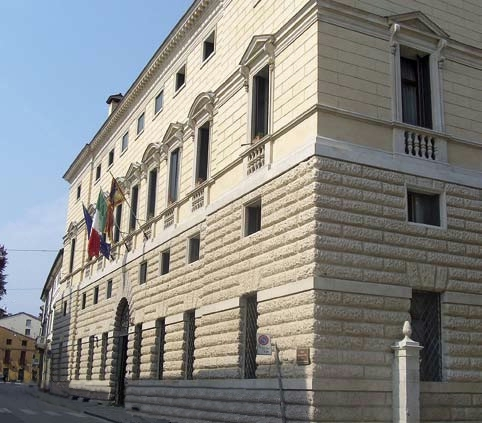
Palazzo Franceschini Folco

Lungo la via principale si susseguono dignitosi e raffinati palazzi di varie epoche.
In contrà San Marco, sulla destra - avendo alle spalle il ponte Pusterla:
- la casa Vaccari Berton (palazzetto Emiliano), al n. 4, attribuito a Tommaso da Lugano agli inizi del Cinquecento[53]
- il settecentesco palazzo Franceschini Folco, al n. 30, edificio di proporzioni importanti con il piano terra e il mezzanino in mattoni bugnati e il piano nobile con strette finestre neoclassiche architravate, capolavoro di "bellezza ottenuta attraverso la razionalità per successive riduzioni, eliminazione di ordini e di apparati decorativi" di Ottavio Bertotti Scamozzi[54]
- il lungo e spoglio ma in origine affrescato palazzo Capra Querini ai nn. 36-38. Dietro il palazzo, superato un ponte in pietra sull'Astichello, si accede al parco Querini, che costituiva il giardino del palazzo. Divenuto di proprietà della famiglia dei conti Rezzara, il parco venne aperto al pubblico nel 1971 dopo un'annosa disputa sul suo utilizzo. Il Comune di Vicenza scelse di preservare il verde arrivando a un accordo per la cessione.

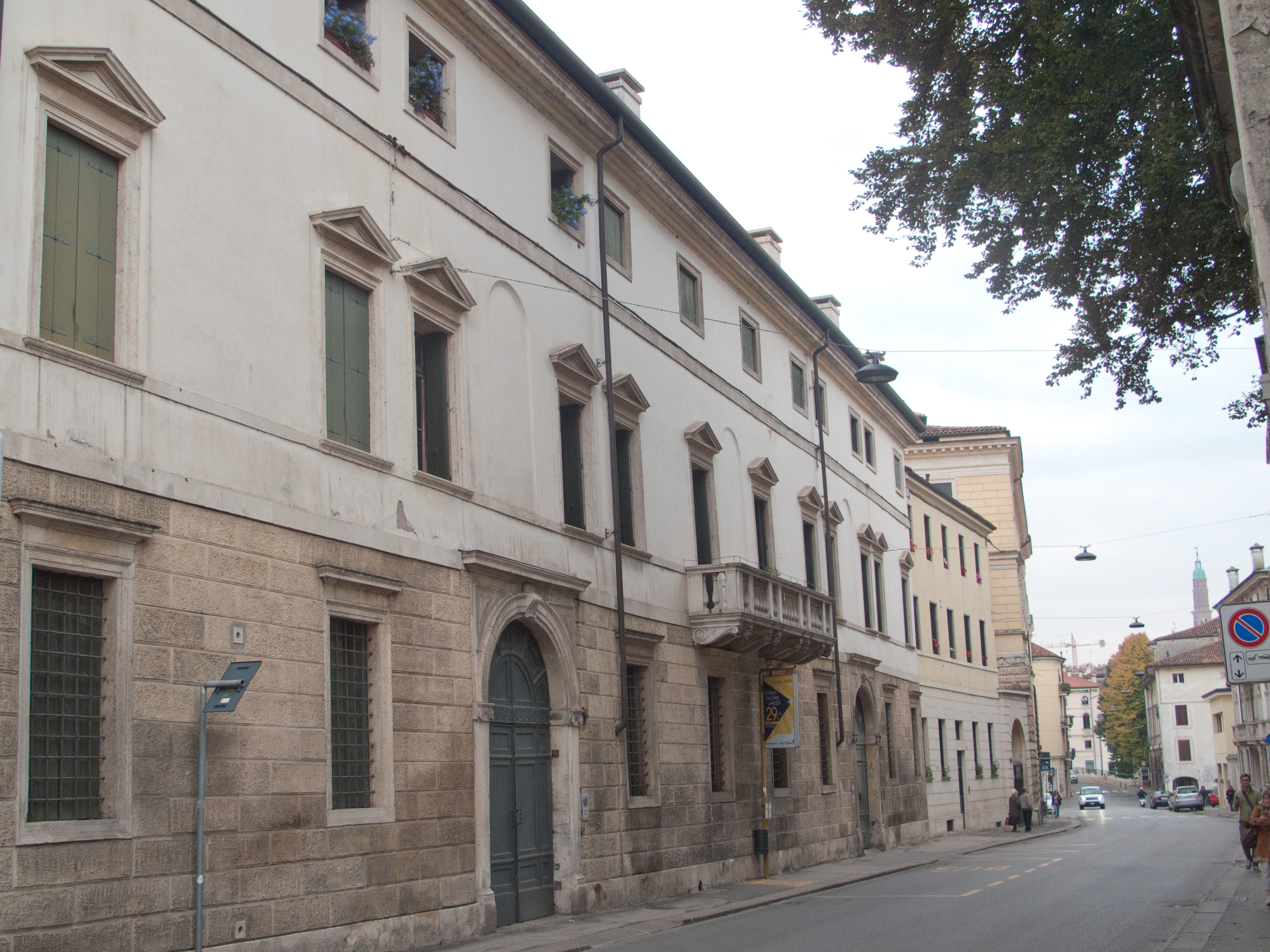
Palazzo Capra Querini, facciata
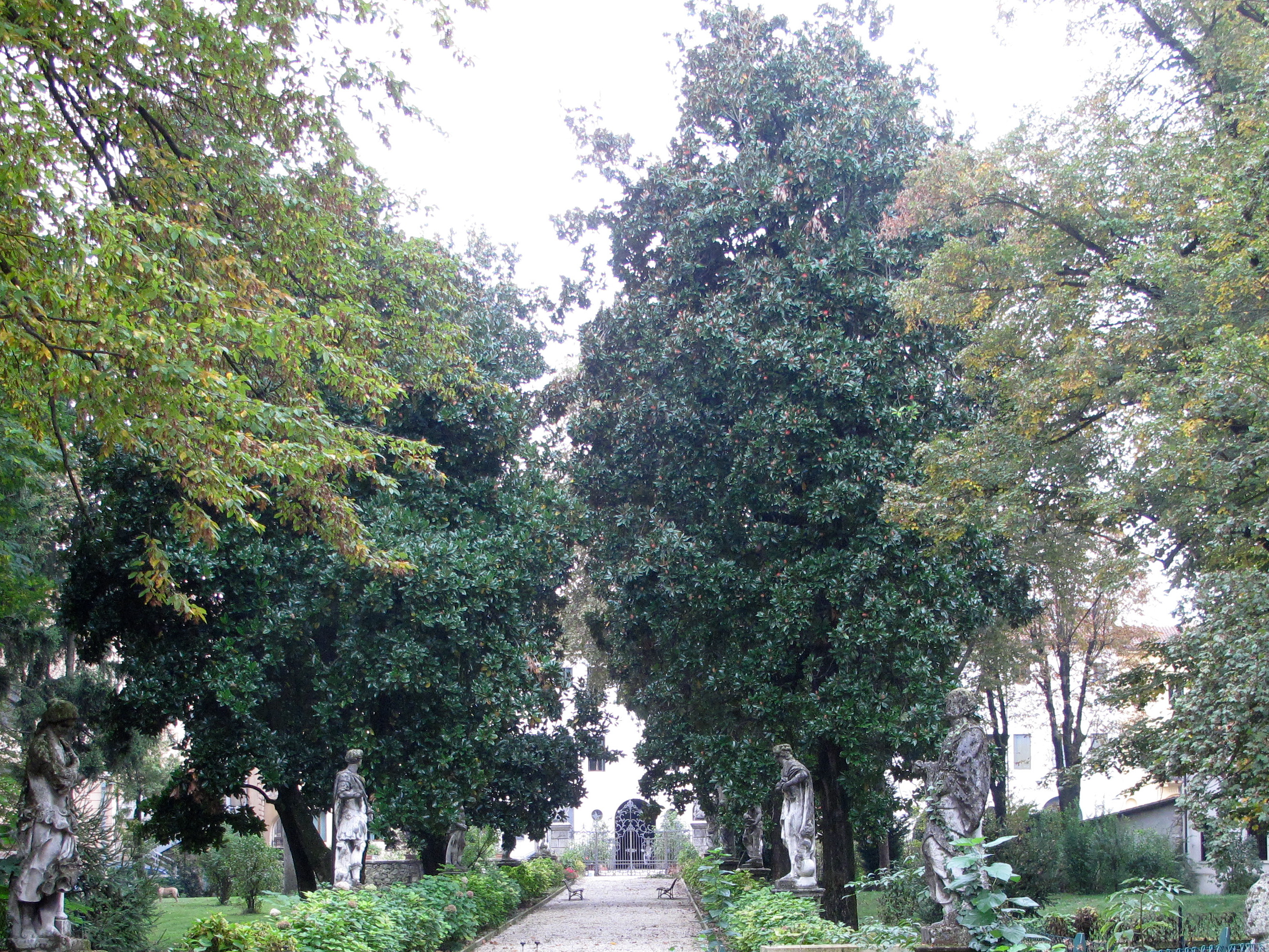
Palazzo Capra Querini, retro con il viale che collegava Parco Querini al palazzo
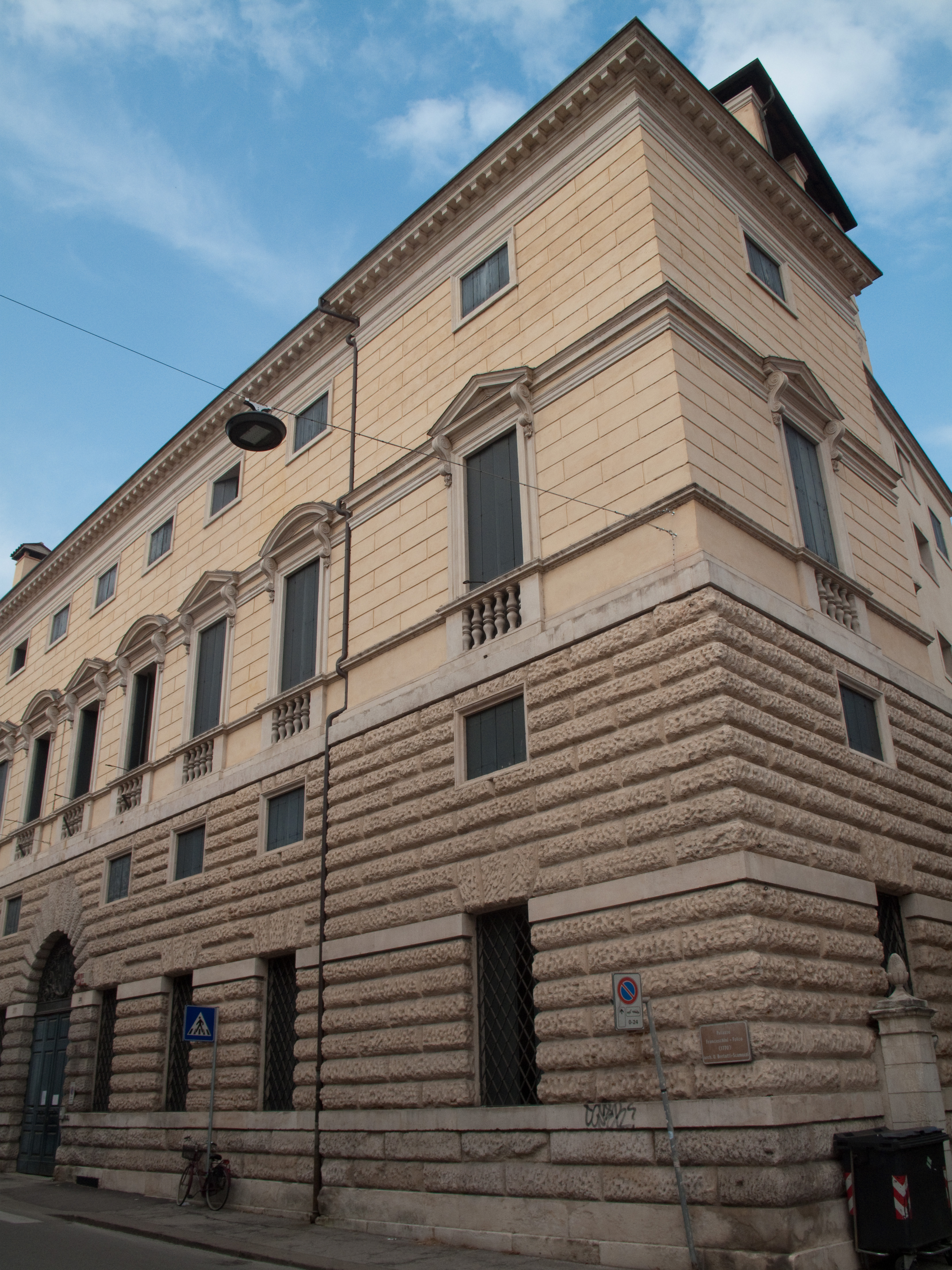
Palazzo Franceschini

Sulla sinistra di contrà San Marco:
- il palazzo Stecchini Nussi, costruito tra il 1620 e il 1630, attribuito a Ottavio Bruto Revese[55], e in seguito proprietà della diocesi di Vicenza, che lo ha adibito a convitto per studenti e per gli assistenti dell'Azione Cattolica; è dotato di un peculiare giardino a forma di isola in un'ansa del fiume.
- l'eclettico palazzo Roi al n. 37
- il palladiano palazzo Schio Vaccari Lioy, al n. 39, caratteristico per il bugnato rustico che fascia il piano terreno; la disposizione a raggiera attorno all'arco d'accesso e alle aperture che illuminano le cantine è stata ripresa da architetti vicentini successivi, come Ottavio Bruto Revese. Il piano nobile è ritmato da quattro semicolonne di ordine corinzio e da tre finestre coronate da frontone triangolare. Dietro al palazzo, un giardino raggiunge la riva del Bacchiglione. Gli interni - assai modificati nel corso del tempo - hanno un impianto simmetrico, con salone passante, secondo uno schema tipico dei palazzi veneziani[56].
- il seicentesco palazzo Barbieri Vajenti Piovene Cicogna, al n. 41, dal portone d'ingresso sovrastato da un ornato balcone barocco tra finestre neoclassiche.

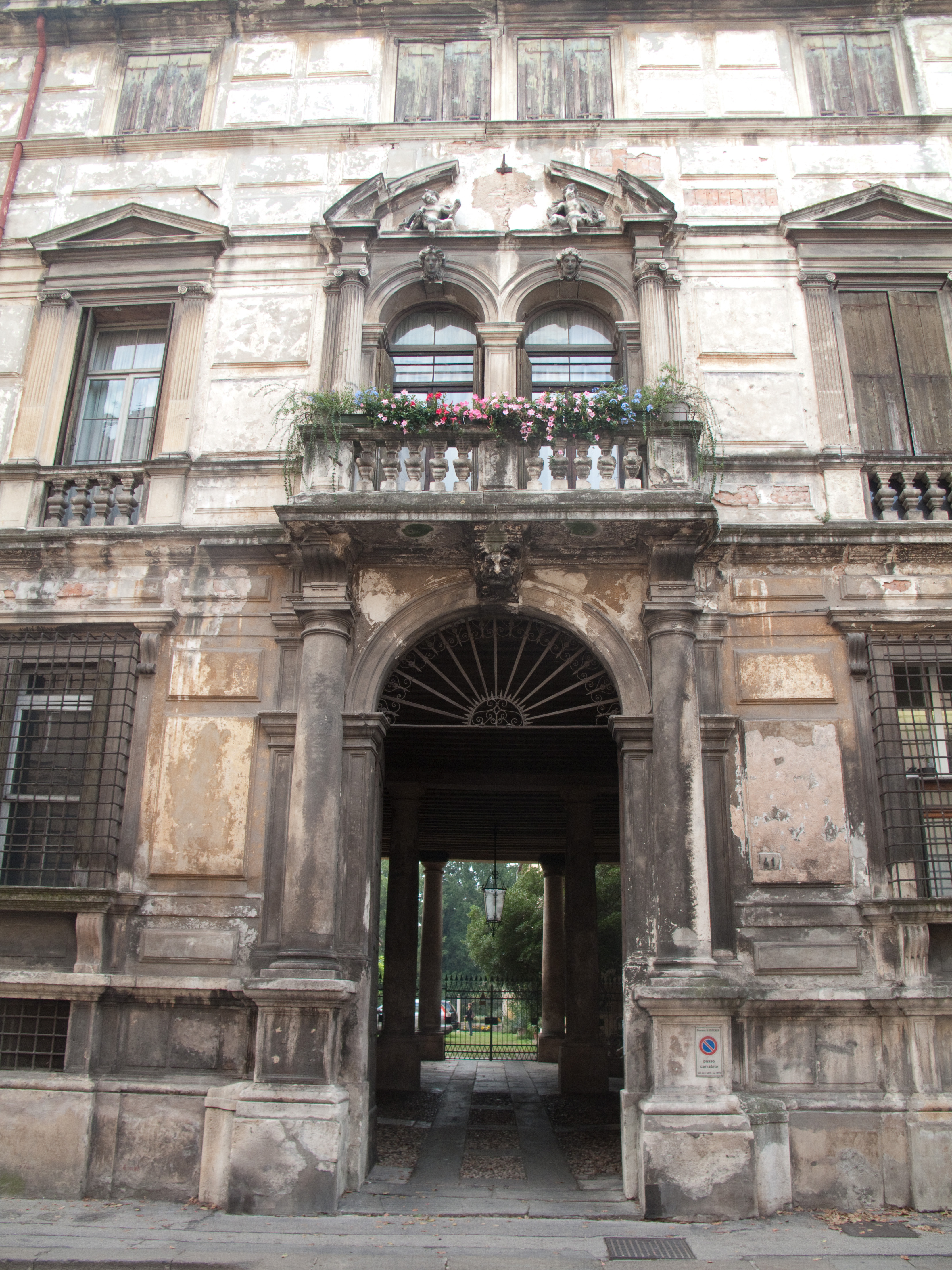
Palazzo Barbieri, facciata
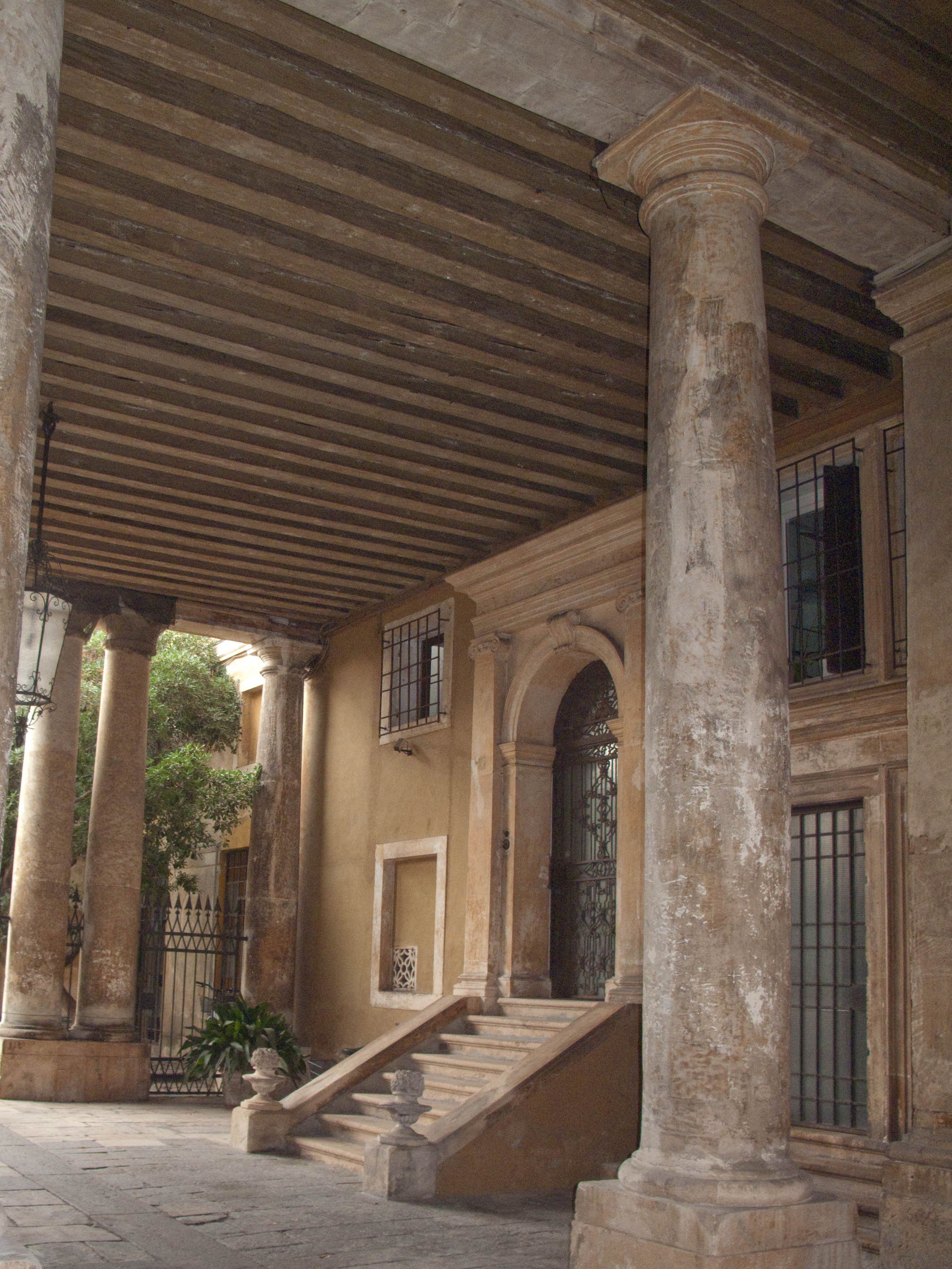
Palazzo Barbieri, atrio
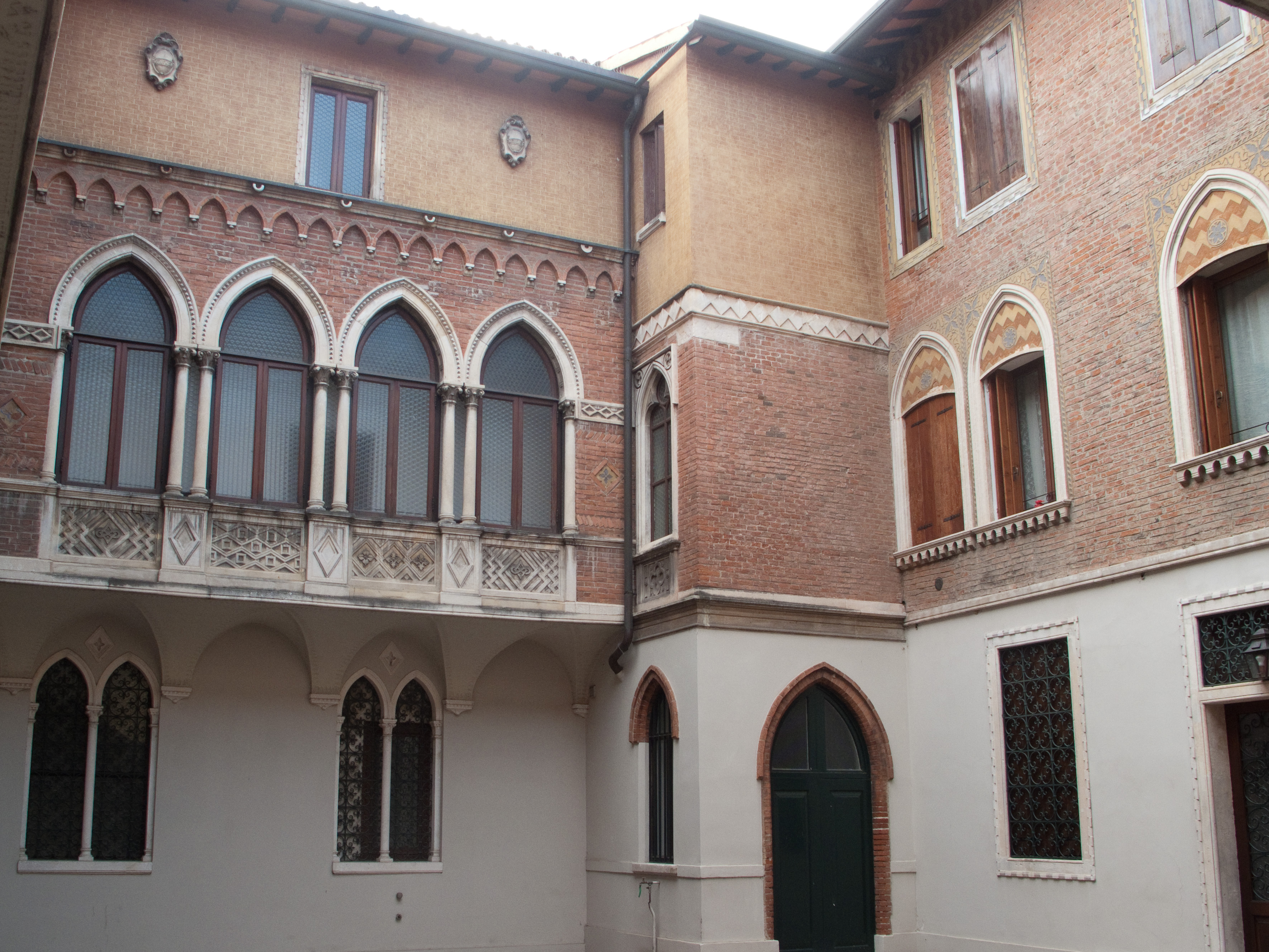
Palazzo Roi, cortile
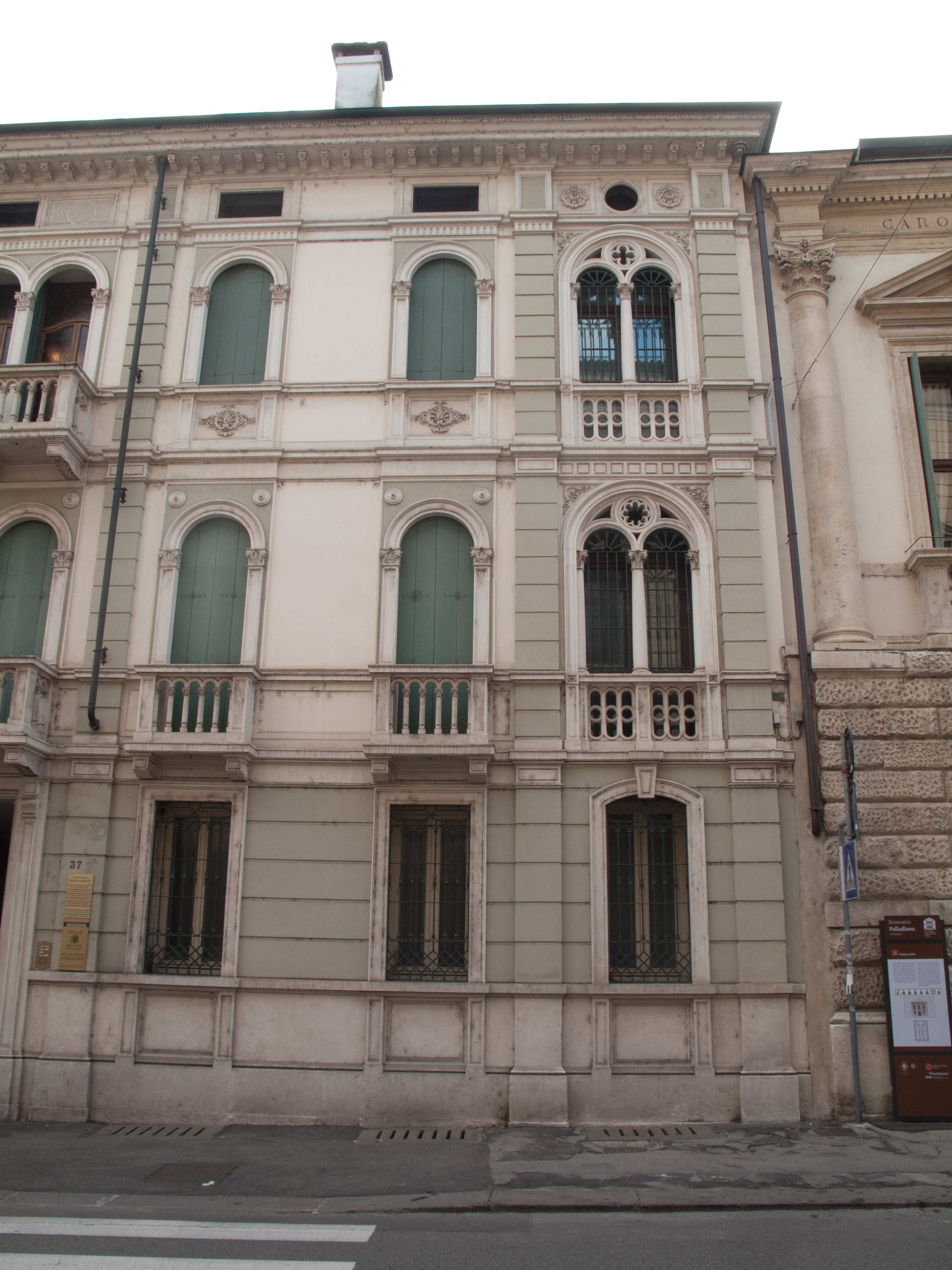
Palazzo Roi
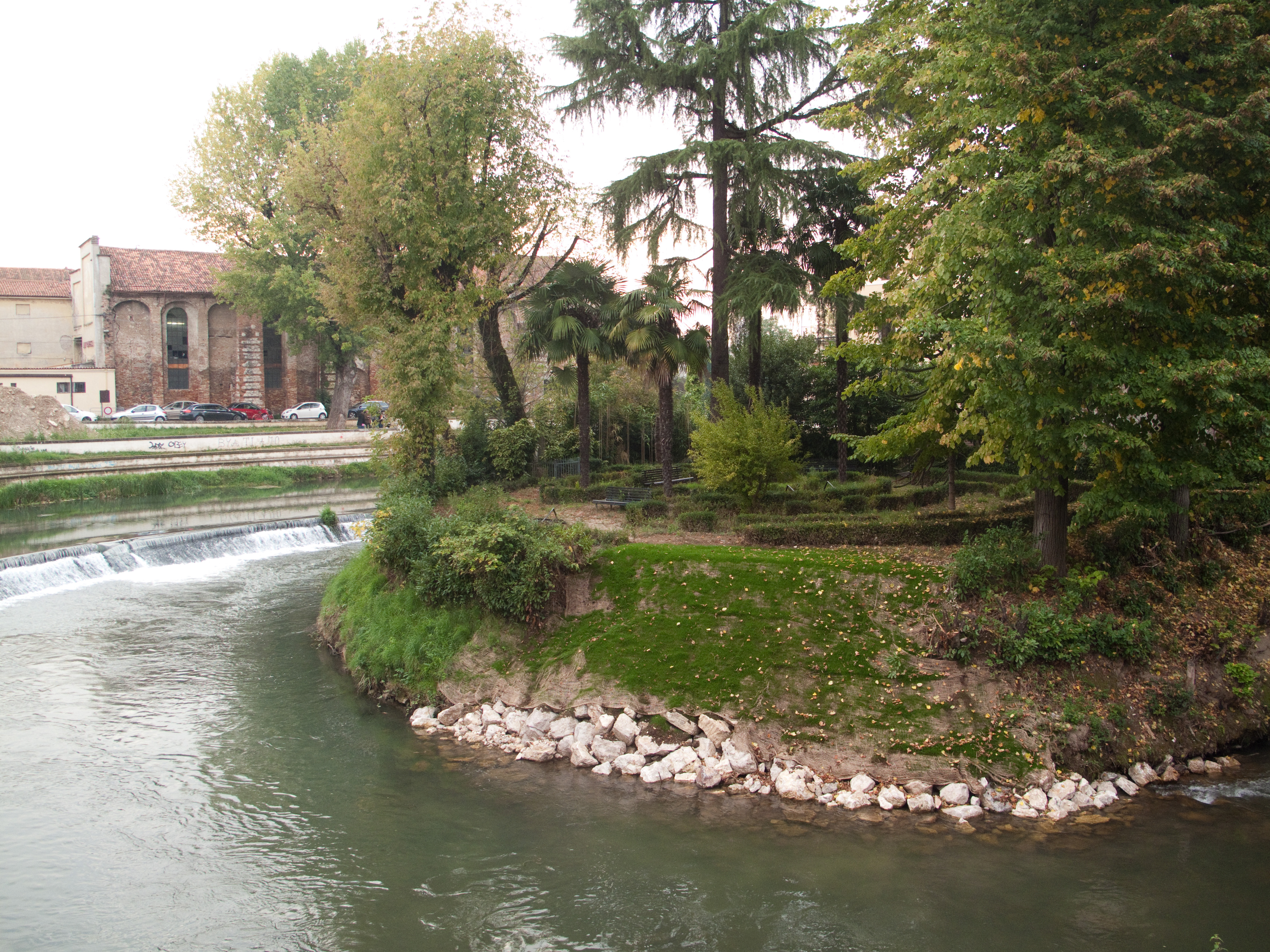
Palazzo Stecchini, giardino a isola
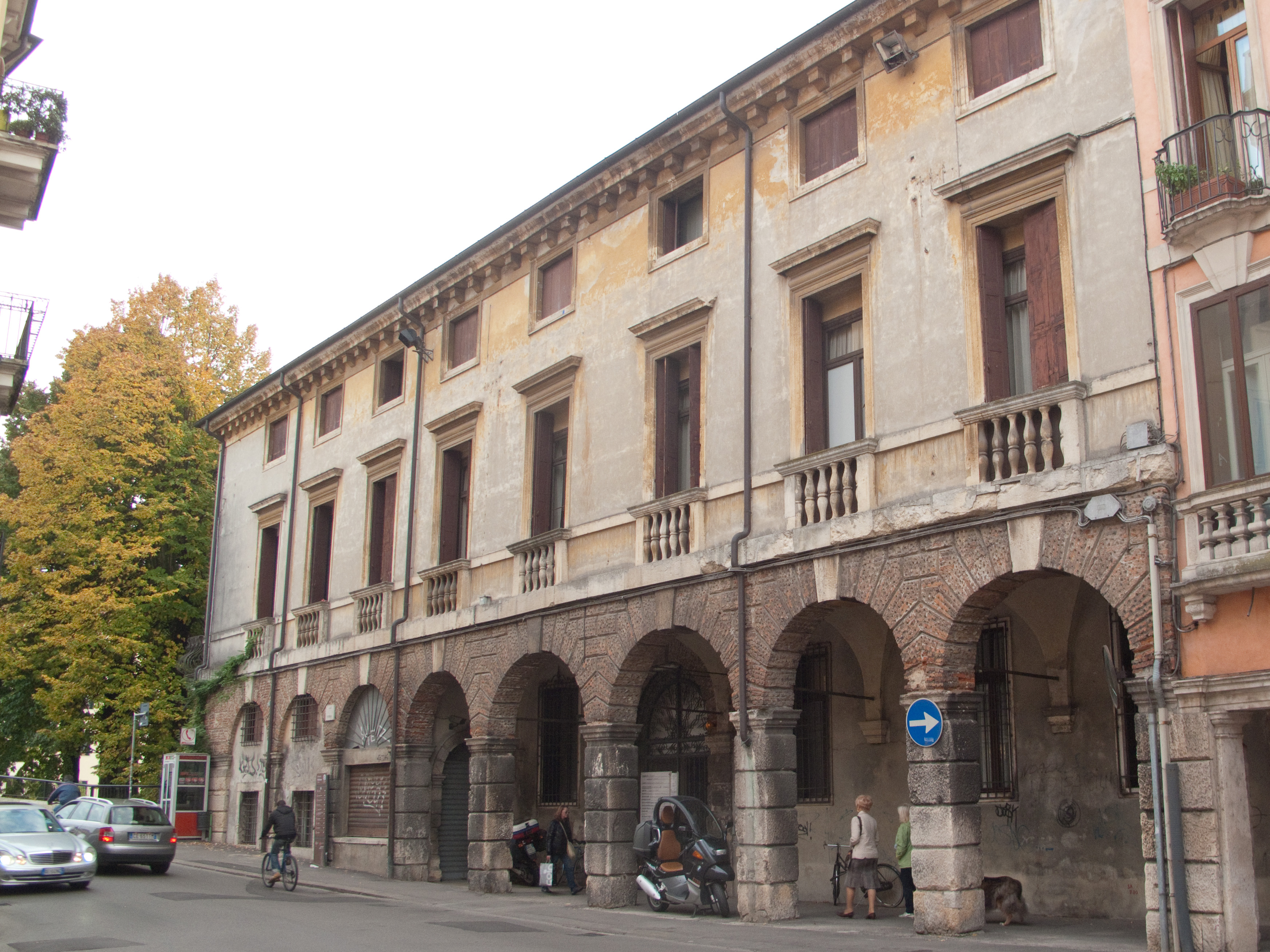
Palazzo Stecchini

Continuando lungo contrà San Francesco:
- il Palazzo Giustiniani Baggio, al n. 41. Abitato dai Giustiniani fino all'estinzione del ramo vicentino nel 1812, passò in eredità ai discendenti Zorzi Giustiniani, che lo vendettero ai primi del Novecento a Marco Baggio, direttore dell'omonimo Collegio. Dopo essere stato utilizzato come dormitorio degli studenti dell'ITIS Alessandro Rossi il palazzo passò all'Ospedale Civile di Vicenza e, infine, è stato acquistato dalla Fondazione Cariverona, che ne ha terminato il restauro nel 2011[57].
- Palazzo Pagello, al n. 78. L'edificio originario tardo-cinquecentesco, di tipica matrice veneta, è stato nel tempo ampliato e rimaneggiato. L'ingresso, al centro della facciata simmetrica, è sottolineato al primo piano da un balconcino e da un'apertura con imposte e arco sagomati in pietra. Probabilmente nel corso del XVII secolo a questo primo nucleo furono affiancate le due ali laterali, più basse rispetto al corpo centrale, ma con le stesse caratteristiche dell'edificio principale. Dalla fine degli anni venti del Novecento il palazzo è sede della casa canonica della parrocchia di San Marco. L'arco a destra introduce a un vestibolo porticato, con travi a vista dipinte con motivi floreali stilizzati, che dà accesso al cortile in cui si trovano il Centro Sportivo e Ricreativo Parrocchiale e il Cinema Teatro San Marco.

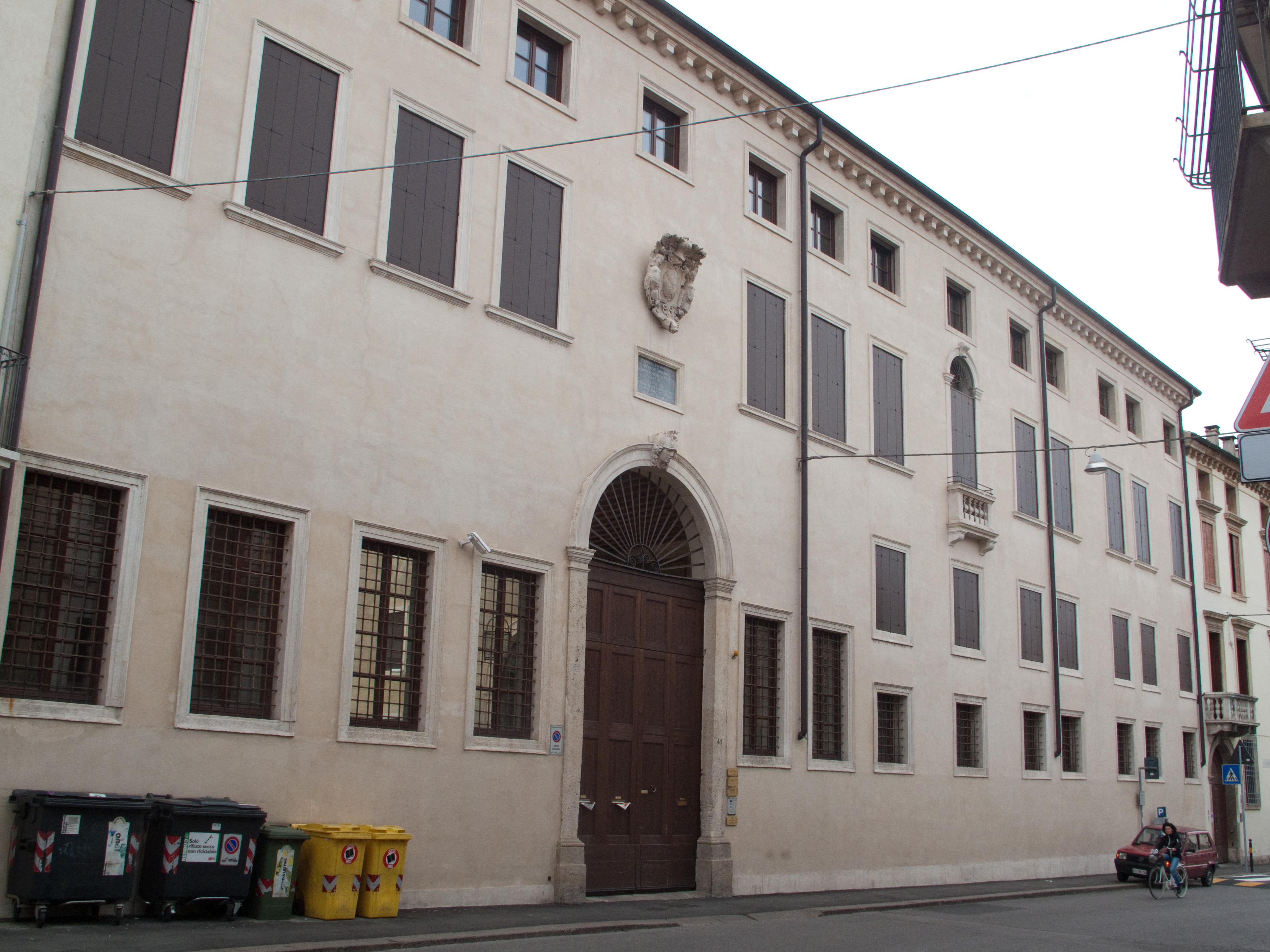
Palazzo Giustiniani Baggio, facciata
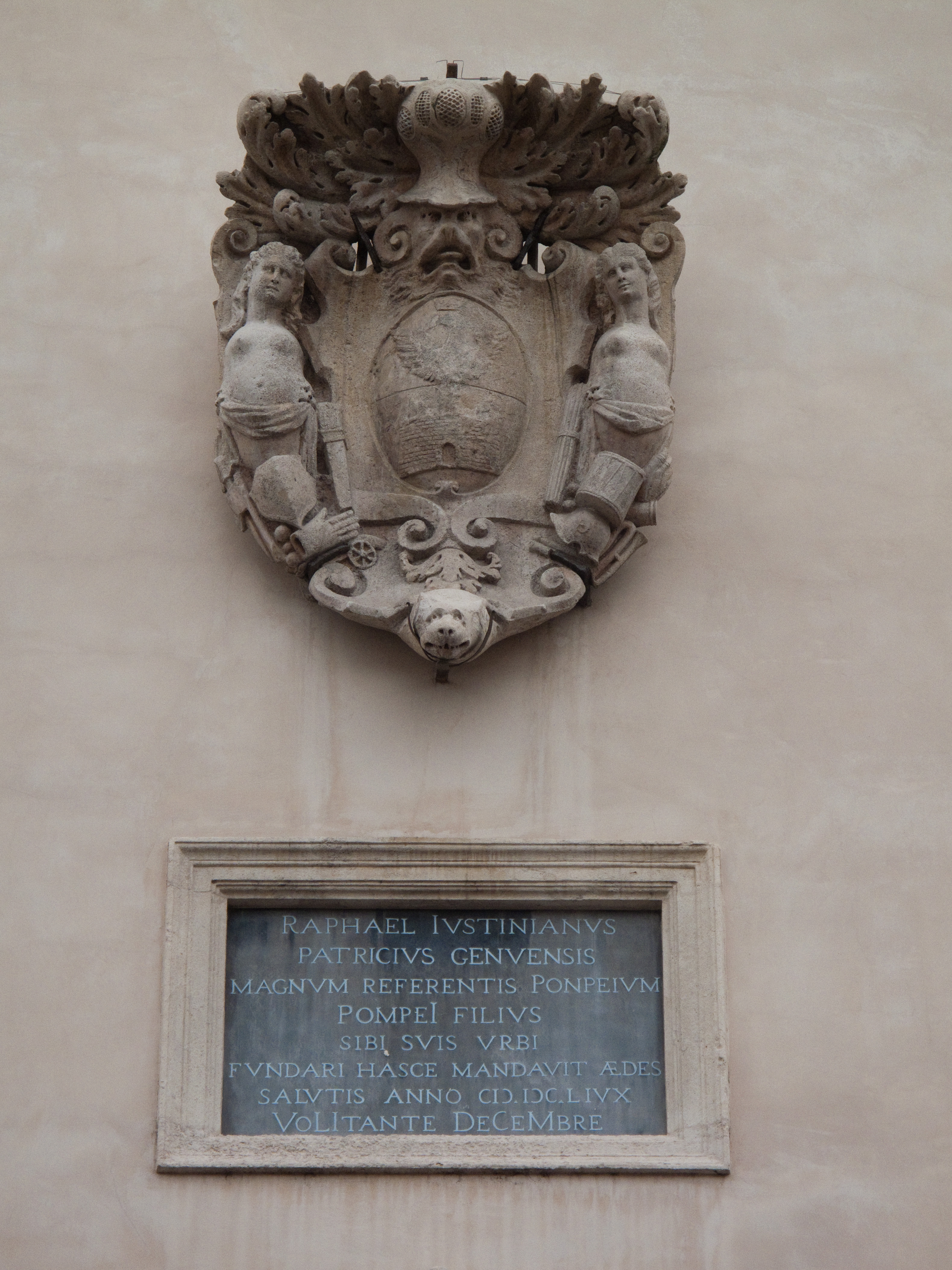
Palazzo Giustiniani Baggio, stemma
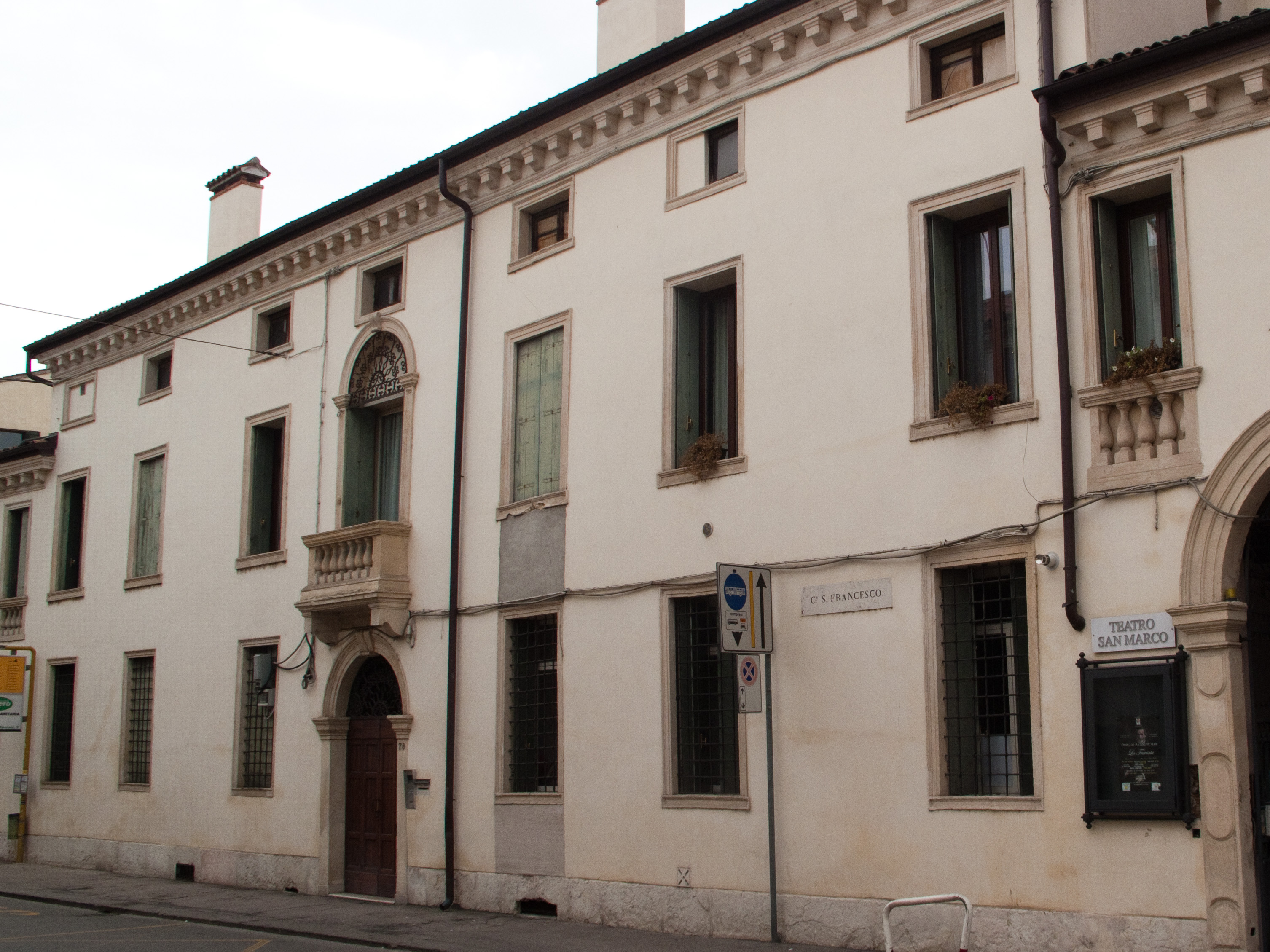
Palazzo Pagello, facciata
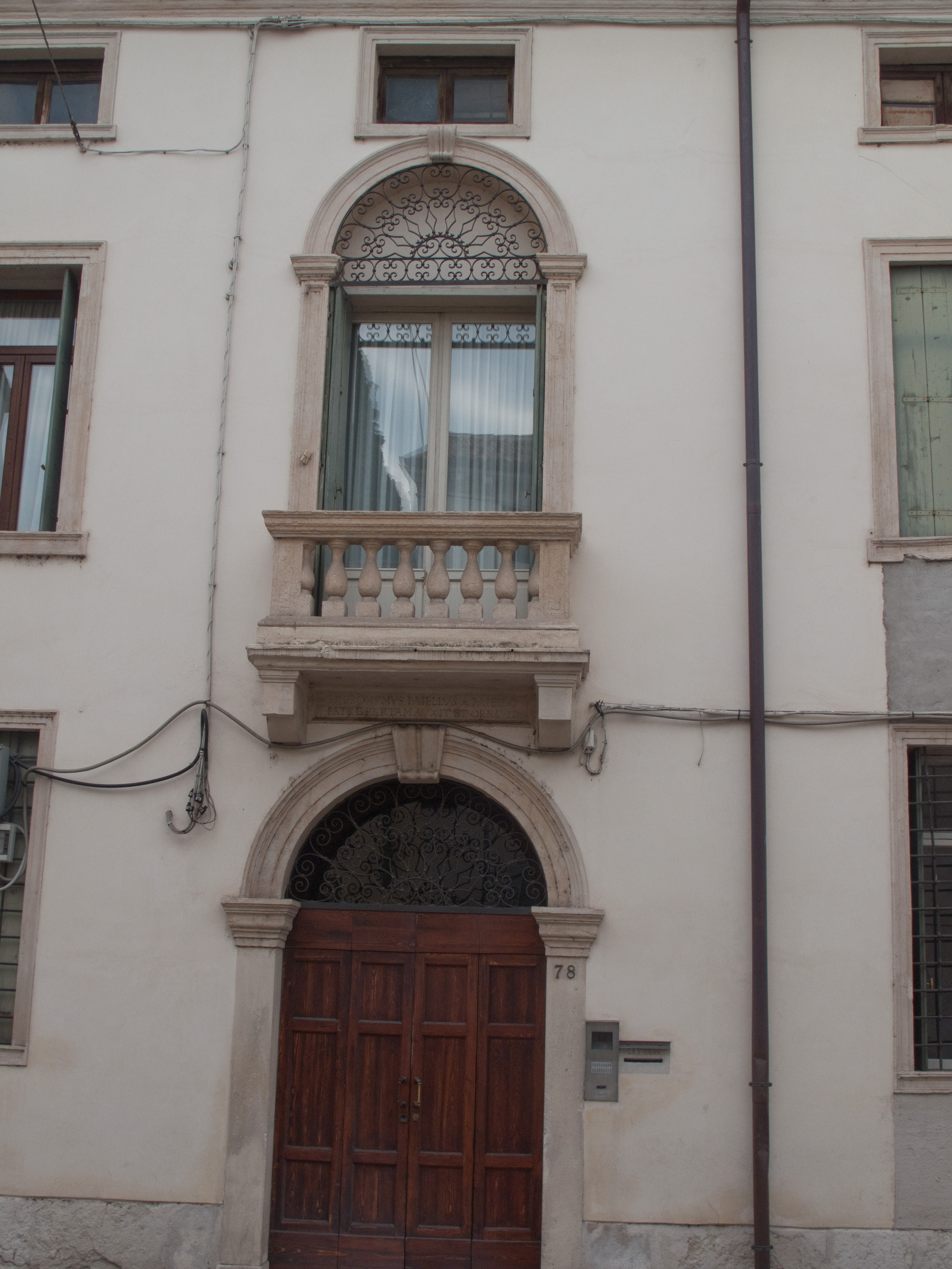
Palazzo Pagello, ingresso